# Santa Fe (Argentina)
Santa Fe de la Vera Cruz es la ciudad capital de la Provincia de Santa Fe y la octava ciudad más poblada de la Argentina. Por orden de Martín Suárez de Toledo, y partiendo desde Asunción, se le encomendó a Juan de Garay, fundarla en 1573 y es una de las ciudades más importantes de la República Argentina, por su historia, su cultura y su contribución a la construcción nacional. Se encuentra situada en el centro-este del país, a orillas de la laguna Setúbal, muy cerca de la confluencia de los ríos Salado y Paraná. Cabe destacar su posición geoestratégica a nivel internacional, siendo la primera ciudad-puerto de la región al ubicarse en la confluencia de dos importantes ríos argentinos. A su vez, la ciudad fue creada a partir de su terminal portuaria constituyendo la ciudad-puerto más antigua del territorio argentino y la primera urbanización del Río de la Plata. 
Santa Fe fue fundada por Juan de Garay el 15 de noviembre de 1573 en el área de la actual Cayastá, que, al no encontrarse en un buen lugar por los constantes ataques de los indígenas, las plagas de langostas y las inundaciones, fue trasladada a su emplazamiento actual el 21 de abril de 1649.

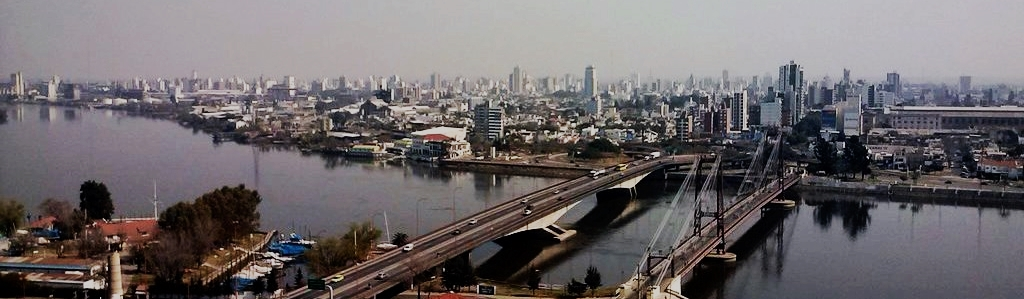
Panorama urbano de la ciudad de Santa Fe.

Entre mayo y junio de 1580 Santa Fe fue escenario de la rebelión de los 7 jefes, sucedida cuando Juan de Garay abandona la ciudad para fundar Buenos Aires. Es considerado el antecedente más antiguo de un levantamiento criollo contra la corona española en América. Por eso motivo se recuerda la fecha en la bandera de Santa Fe, además de existir un barrio y una avenida con la denominación 7 Jefes. También existen calles y pasajes con los nombres de los 7 protagonistas (Venialvo, Diego de Leiva, Mosquera, Villalta, Romero, Gallego, Ruiz) 
A diferencia de lo que sucedió con otras ciudades importantes del país que en su expansión fueron absorbiendo a las poblaciones más pequeñas, el crecimiento de Santa Fe se fue dispersando en otras ciudades entre las cuales se encuentran Paraná y Santo Tomé. La ciudad de Rosario en el sur de la provincia fue administrada por el cabildo de Santa Fe hasta 1852.
La ciudad destaca por su importante patrimonio histórico y cultural de gran interés turístico. Los diferentes museos en los lugares donde se redactó la Constitución de Argentina y los edificios coloniales son un testigo de ello. La intensa vida cultural a través de tradiciones como el alfajor santafesino, el liso santafesino (patrimonio cultural inmaterial), la cumbia santafesina y el tenis criollo invita a descubrirla con un paso obligado por el Puente colgante de Santa Fe, el ícono más famoso de la ciudad y la provincia. Es asimismo un importante centro académico, contando con tres universidades y otros institutos, que reciben estudiantes de todo el país.
La ciudad está organizada en ocho distritos que la descentralizan en cien barrios.

## Toponimia
Existen diferentes versiones respecto al origen del nombre de la ciudad. Según la profesora Catalina Pistone, quien fuera presidente de la Junta Provincial de Estudios Históricos, “Santa Fe” fue el nombre pensado por su fundador Juan de Garay «en recuerdo, tal vez, de los Reyes Católicos, quienes al dar nombre a la villa que levantaron frente a Granada gobernada por Boabdil —el último de los musulmanes en España, en la época del asedio y próximo a su conquista—, quisieron exaltar su Santa Fe Católica frente a los adoradores de la Media Luna.» Por otro lado, el reconocido historiador Agustín Zapata Gollán atribuyó el nombre a una santa francesa, llamada Foy (Fe), que se veneraba en la Iglesia abacial de Sainte-Foy (Francia) a lo largo de España por el camino de Santiago de Compostela, hecho que no halló el doctor José Pérez Martín cuando realizó el recorrido de los peregrinos desde Francia a Santiago. Un estudio encontró, en un viaje a Niza, una iglesia llamada Foy, pero en referencia a la virtud teologal de la fe.
Con respecto al significado “De la Vera Cruz”, también existen distintas explicaciones sobre su origen, aunque en todas se coincide en que “Vera” equivale a “Verdadera”. Unos autores se basan en el hecho de que estando Juan de Garay empadronando indios, en 1573, halló en un árbol «un frasquillo y un Cruz» de la gente del gobernador de Santiago del Estero, Juan Gregorio Bazán, que los había dejado en 1568 cuando hacían el cruce entre Asunción y Santiago del Estero, el llamado "camino del Malabrigo". Hoy esta cruz es custodiada por el arzobispado santafesino. Otra teoría, sostenida por el doctor Federico Guillermo Cervera, sostuvo que la sesión capitular del 12 de abril de 1651 coincide con la celebración de la Semana Santa, por lo que él supone se impuso al nuevo sitio para trasladar a la ciudad el nombre de "Vera Cruz" en homenaje al Viernes Santo que corresponde a la exaltación de la Santa Cruz. Pistone apoya esta última teoría, aportando que el 12 de abril de 1651, día de reunión del Cabildo, se fijaron 20 días para que alcaldes, capitanes y vecinos de trasladaran, y estos llegaron el 3 de mayo, Viernes Santo.
Poéticamente se le han atribuido numerosos nombres, tales como Cuna de la Constitución, al ser sede del Congreso General Constituyente de 1853 y de las principales convenciones reformadoras; y La Cordial, siendo lema de los tradicionales alfajores Merengo.

## Geografía

### Ubicación

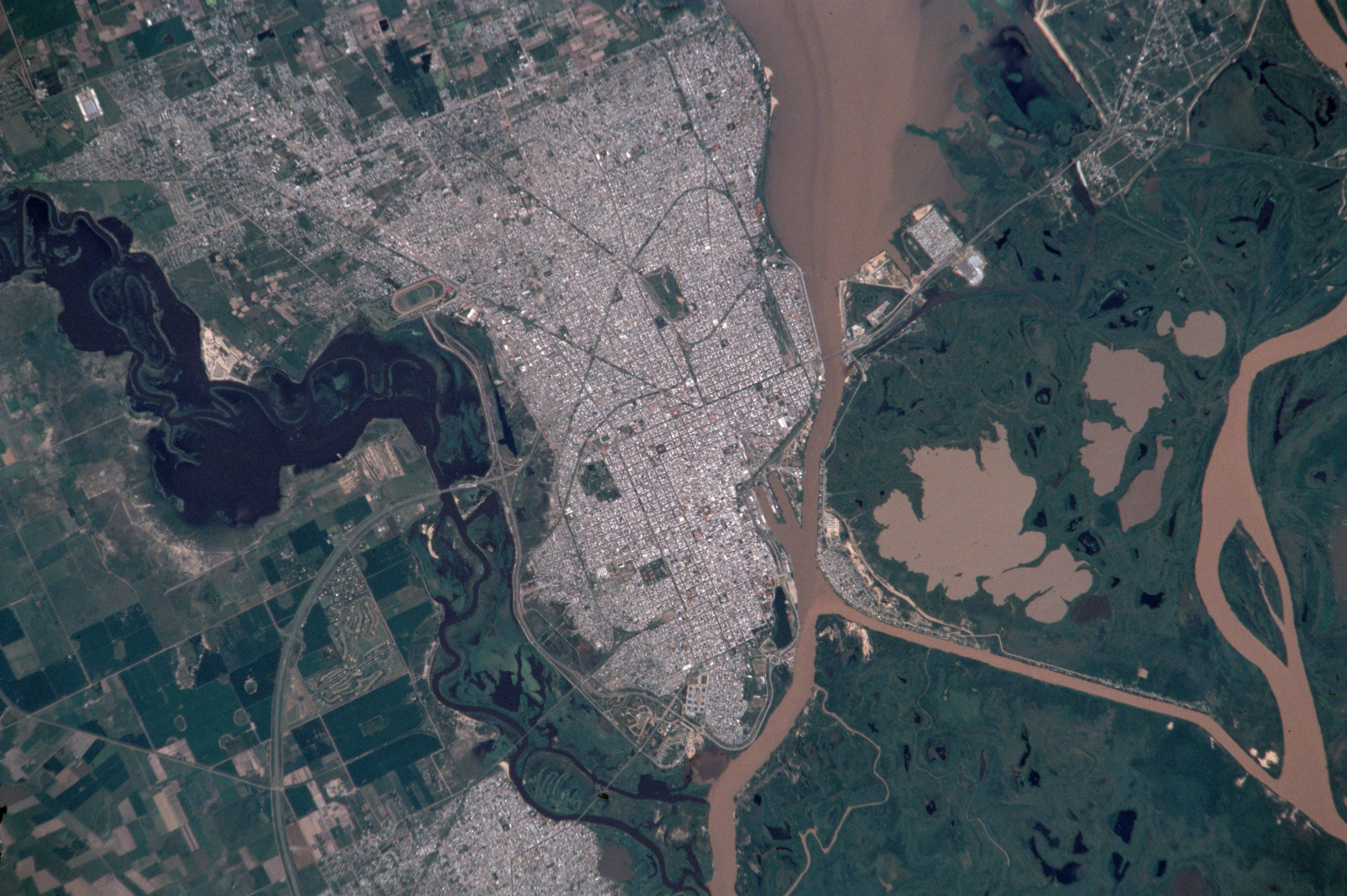
Vista satelital de Santa Fe.

En términos de proximidad, Santa Fe se ubica estratégicamente con respecto a grandes mercados que poseen sistemas de comunicación multimodal. Se encuentra emplazada sobre el margen derecho del río Paraná, en la planicie central de la Argentina, y forma parte de la región pampeana y de la planicie de inundación del Paraná Medio, centro agrícola, ganadero e industrial del país, donde se desarrollan las actividades económicas de mayor importancia a nivel nacional.
La ciudad es, a su vez, capital de la provincia, por lo que reúne el movimiento político y gubernamental de la región y mantiene una fuerte actividad institucional. Se encuentra a 146 km de Rosario, 330 km de Córdoba y 395 km de Buenos Aires, capital del país.

### Límites
Los límites urbanos son mayoritariamente naturales: al este, el río Paraná; al oeste, el río Salado; al norte, limita con la ciudad de Recreo y las comunas de Monte Vera y San José de Rincón (único límite artificial); y al sur, con el riacho Santa Fe y su confluencia con el río Salado y las islas adyacentes hasta el Paraná.
Tabla de límites
|                   | Norte: Recreo, Monte Vera y San José de Rincón |                  |
| Oeste: Río Salado |                                                | Este: Río Paraná |
|                   | Sur: Riacho Santa Fe y río Paraná              |                  |

### Hidrografía
La ciudad abarca 268 km², de los cuales el 70 % está ocupado por ríos, lagunas y bañados, al estar ubicada entre los valles de inundación de los ríos Salado y Paraná. Este último, influye de manera notable en la zona, provocando un clima de características mediterráneas. Con el pasar de los años, la ciudad se fue acercando más y más a los ríos, ocupando los "bañados comunales" (zonas bajas que eran ocupadas por el río Salado durante las crecientes) y las islas, islotes y bañados de la zona del Paraná. Barrios como San Pantaleón, Barranquitas, Villa del
Parque, Santa Rosa de Lima, Arenales, Chalet, Sarsotti, San Jerónimo y gran parte de Centenario, entre otros, no existían, al igual que la zona de La
Costa (La Guardia, Colastiné, Rincón, Arroyo Leyes), los cuales fueron tomando lugar en el espacio de contención de los ríos.

### Superficie
La jurisdicción municipal abarca 268 km², resultando en la ciudad sin conflictos limítrofes más extensa en superficie de toda la Argentina, de los cuales el 70 % está ocupado por ríos, lagunas y bañados, totalizando un área urbana de 187,6 km².

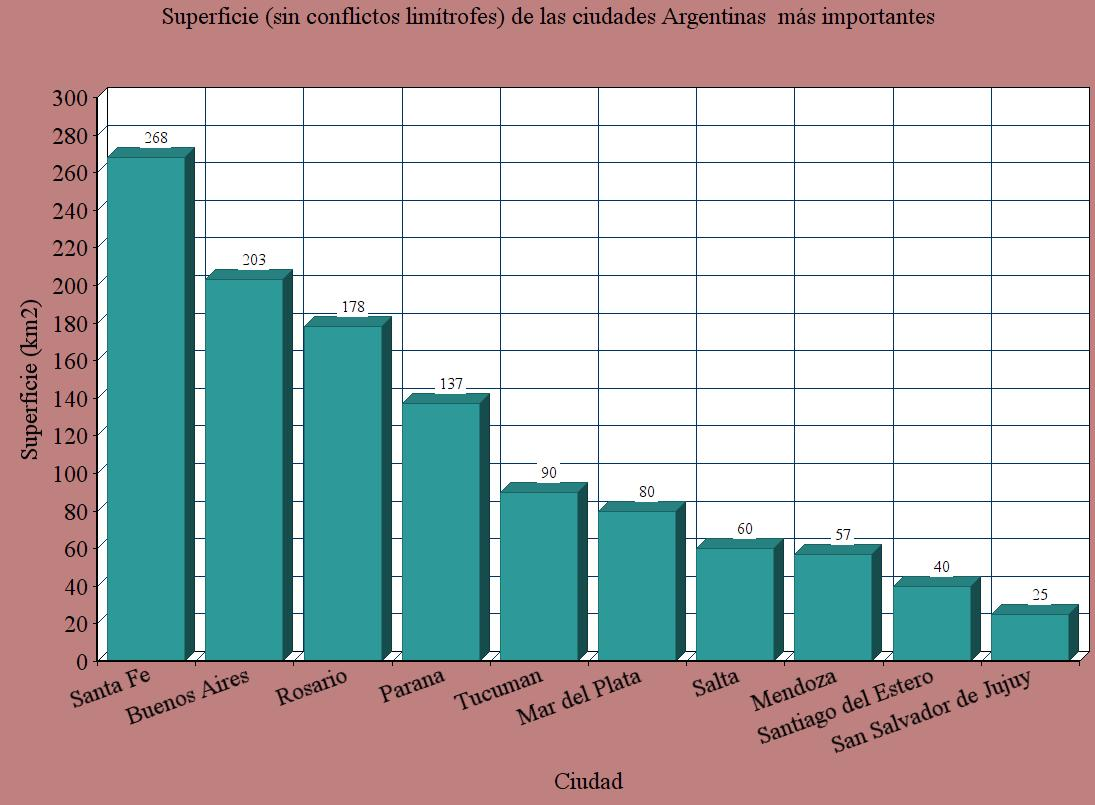
Santa Fe es la ciudad sin conflictos limítrofes más extensa en superficie de toda la Argentina.

En Santa Fe comenzó un crecimiento demográfico muy intenso ocupando lugares no muy sustentables, inundables, etc. Por eso se desarrolló el Plan Urbano, el cual consiste en territorializar regulando los usos del suelo, las lógicas de radicación de viviendas y actividades económicas.

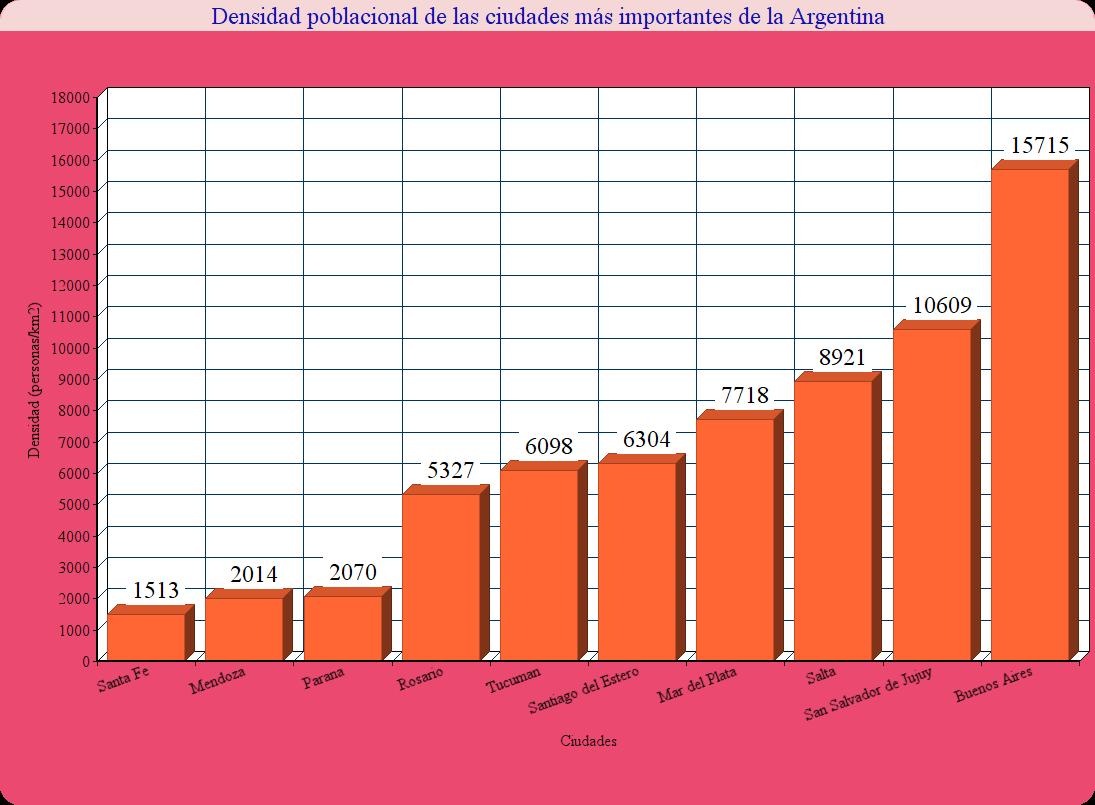
Comparación densidad población de varias ciudades importantes. Nótese a Santa Fe con la más baja densidad debido a su mayor extensión territorial.

La Ciudad de Santa Fe posee la menor densidad poblacional de todas las ciudades más importantes de la República Argentina, con 1513 habitantes por km², debido a su amplísima extensión territorial.
La ciudad cuenta con las autopistas de Circunvalación Mar Argentino y la Circunvalación Oeste. Originalmente pensadas como límite al crecimiento urbano, en la actualidad se han sobrepasado. El trazado recorre unos 30.5 km hasta el norte de la capital hacia el cruce con la ruta provincial RP 70.

### Clima

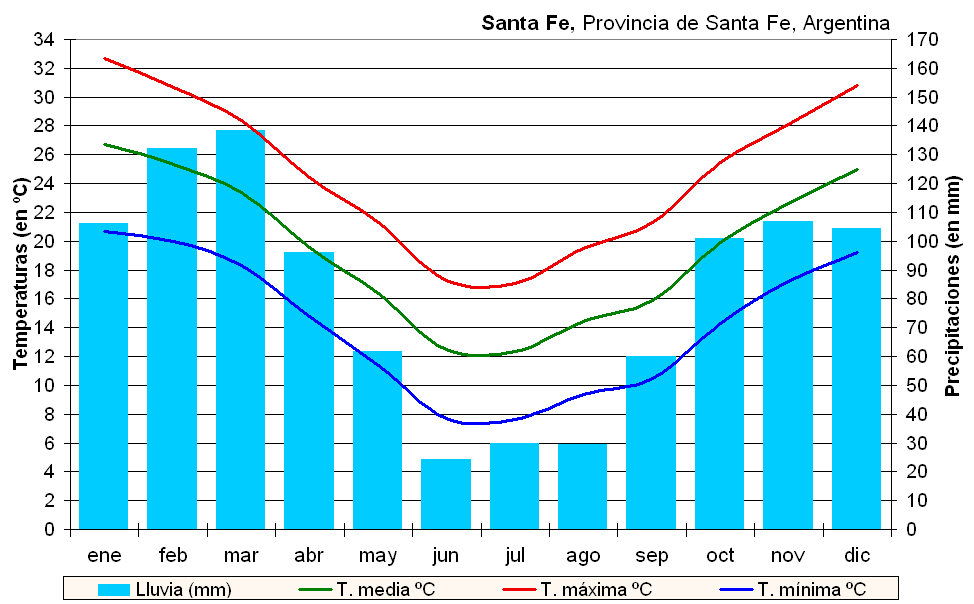
Climograma de Santa Fe

La ciudad de Santa Fe recibe una marcada influencia del río Paraná en las condiciones climáticas, atenuando sus características de mediterraneidad.
Definido como subtropical húmedo, correspondiente a Bosque Húmedo Templado Cálido-Subtropical para el Sistema de Zonas de Vida de Leslie Holdridge; se destaca por la existencia de cuatro estaciones bien delimitadas, por la intensificación de la isla de calor urbana. Solo se puede determinar una estación calurosa que va desde octubre a abril. La oscilación diaria como la amplitud de la temperatura aumenta de este a oeste, al mismo tiempo que disminuyen la humedad relativa y las precipitaciones.
En verano a la zona llegan masas de aire tropical cálida y húmeda con vientos del norte que traen altas temperaturas, mientras que en invierno masas de aire polar producen enfriamientos y ocasionales heladas. La temperatura media en invierno es de 12 °C, con una humedad de 85 %; en verano es de 26 °C y 75 % de humedad media.
La ciudad también se ve altamente influenciada por su cercanía a los ríos Paraná y Salado, los cuales influyen no solo en el clima, sino que suelen provocar inundaciones recurrentes a la región.
En abril de 2003, el río Salado provocó 150 000 evacuados al inundar la tercera parte de la ciudad. En marzo de 2007 ―durante el actual «ciclo húmedo» (entre 1973 y 2020 aproximadamente)―, la gran altura de ambos ríos influyó en la inundación de parte de la ciudad, con miles de evacuados. Semejante inundación solo tenía el precedente de una inundación acaecida el 14 de junio de 1905 (durante el «ciclo húmedo» entre 1870 y 1920), pero en aquel momento el que se desbordó fue el río Paraná.
| Parámetros climáticos promedio de Santa Fe, SF (1961-1990)                                                              | Parámetros climáticos promedio de Santa Fe, SF (1961-1990) | Parámetros climáticos promedio de Santa Fe, SF (1961-1990) | Parámetros climáticos promedio de Santa Fe, SF (1961-1990) | Parámetros climáticos promedio de Santa Fe, SF (1961-1990) | Parámetros climáticos promedio de Santa Fe, SF (1961-1990) | Parámetros climáticos promedio de Santa Fe, SF (1961-1990) | Parámetros climáticos promedio de Santa Fe, SF (1961-1990) | Parámetros climáticos promedio de Santa Fe, SF (1961-1990) | Parámetros climáticos promedio de Santa Fe, SF (1961-1990) | Parámetros climáticos promedio de Santa Fe, SF (1961-1990) | Parámetros climáticos promedio de Santa Fe, SF (1961-1990) | Parámetros climáticos promedio de Santa Fe, SF (1961-1990) | Parámetros climáticos promedio de Santa Fe, SF (1961-1990) |
| Mes | Ene.                                                       | Feb.                                                       | Mar.                                                       | Abr.                                                       | May.                                                       | Jun.                                                       | Jul.                                                       | Ago.                                                       | Sep.                                                       | Oct.                                                       | Nov.                                                       | Dic.                                                       | Anual                                                      |
| --- | ---------------------------------------------------------- | ---------------------------------------------------------- | ---------------------------------------------------------- | ---------------------------------------------------------- | ---------------------------------------------------------- | ---------------------------------------------------------- | ---------------------------------------------------------- | ---------------------------------------------------------- | ---------------------------------------------------------- | ---------------------------------------------------------- | ---------------------------------------------------------- | ---------------------------------------------------------- | ---------------------------------------------------------- |
| Temp. máx. abs. (°C) | 45.6                                                       | 40.9                                                       | 38.6                                                       | 35.1                                                       | 34.3                                                       | 29.9                                                       | 32.4                                                       | 38.6                                                       | 39.9                                                       | 41.0                                                       | 40.1                                                       | 41.5                                                       | 45.6                                                       |
| Temp. máx. media (°C)                                                                                                   | 32.1                                                       | 30.7                                                       | 28.1                                                       | 24.5                                                       | 21.6                                                       | 17.8                                                       | 17.8                                                       | 19.6                                                       | 21.8                                                       | 25.0                                                       | 27.9                                                       | 30.6                                                       | 24.8                                                       |
| Temp. media (°C) | 25.4                                                       | 24.3                                                       | 22.1                                                       | 18.4                                                       | 15.6                                                       | 11.9                                                       | 11.8                                                       | 13.1                                                       | 15.2                                                       | 18.6                                                       | 21.5                                                       | 24.1                                                       | 18.5                                                       |
| Temp. mín. media (°C)                                                                                                   | 19.5                                                       | 18.9                                                       | 17.3                                                       | 13.8                                                       | 10.7                                                       | 7.3                                                        | 7.3                                                        | 7.9                                                        | 9.8                                                        | 13.2                                                       | 15.9                                                       | 18.2                                                       | 13.3                                                       |
| Temp. mín. abs. (°C) | 9.3                                                        | 8.2                                                        | 4.1                                                        | 0.2                                                        | -5.0                                                       | -6.0                                                       | -8.2                                                       | -5.0                                                       | -2.5                                                       | 0.2                                                        | 4.9                                                        | 5.6                                                        | -8.2                                                       |
| Precipitación total (mm)                                                                                                | 114                                                        | 113                                                        | 151                                                        | 90                                                         | 45                                                         | 28                                                         | 28                                                         | 35                                                         | 59                                                         | 99                                                         | 108                                                        | 101                                                        | 977                                                        |
| Días de precipitaciones (≥ 0.1 mm)                                                                                      | 8                                                          | 7                                                          | 9                                                          | 7                                                          | 5                                                          | 4                                                          | 5                                                          | 5                                                          | 6                                                          | 8                                                          | 8                                                          | 8                                                          | 80                                                         |
| Horas de sol | 269.7                                                      | 240.1                                                      | 210.8                                                      | 180.0                                                      | 167.4                                                      | 135.0                                                      | 148.8                                                      | 179.8                                                      | 171.0                                                      | 217.0                                                      | 240.0                                                      | 241.8                                                      | 2401.4                                                     |
| Humedad relativa (%) | 74                                                         | 79                                                         | 82                                                         | 85                                                         | 85                                                         | 86                                                         | 85                                                         | 82                                                         | 79                                                         | 77                                                         | 77                                                         | 75                                                         | 81                                                         |
| Fuente n.º 1: NOAA, Oficina de Riesgo Agropecuario (extremas 1970-2014)                                                 |                                                            |                                                            |                                                            |                                                            |                                                            |                                                            |                                                            |                                                            |                                                            |                                                            |                                                            |                                                            |                                                            |
| Fuente n.º 2: Servicio Meteorológico Nacional (días de Precipitación 1961–1990, humedad 1981-1990), UNLP (horas de sol) |                                                            |                                                            |                                                            |                                                            |                                                            |                                                            |                                                            |                                                            |                                                            |                                                            |                                                            |                                                            |                                                            |

## Historia

### Desde su fundación hasta 1810

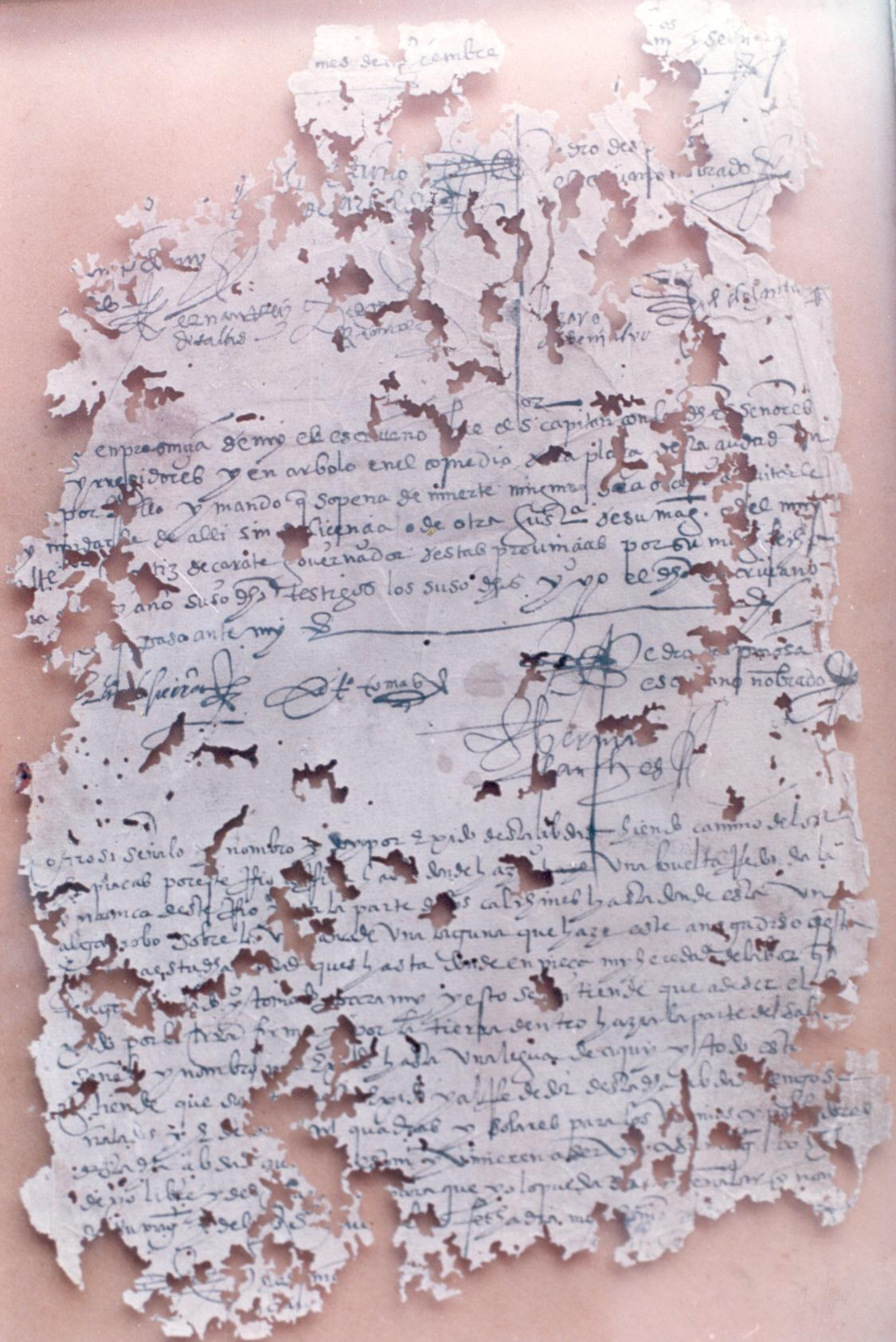
Acta de fundación de Santa Fe

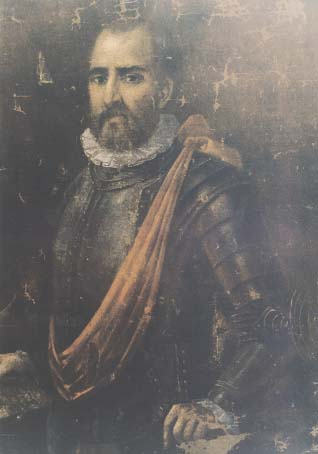
Juan de Garay, fundador y primer teniente de gobernador de Santa Fe

El 14 de abril de 1573 el hidalgo Juan de Garay partió desde Asunción con la intención de «abrir puertas a la tierra», para establecer un punto medio entre Asunción y el mar. Avanzando por el río de los Quiloazas, hoy llamado río San Javier, desembarca sobre la orilla sudoeste del río, y decide establecer un asentamiento con el nombre de Santa Fe, el 15 de noviembre de 1573, al que le da la categoría de ciudad. Este poblado, hoy en día conocido como las ruinas de Santa Fe la Vieja, se encontraba a 80 km al norte, en la actual Cayastá, representando el centro de la tenencia de gobierno de Santa Fe.
La ciudad se edificaba en torno a la Plaza de Armas, con su Cabildo y su Iglesia Matriz. Tenía once manzanas de norte a sur y seis de este a oeste. Ochenta años duró la ciudad en este sitio, pero, debido a diversos problemas, siendo estos la hostilidad de los aborígenes locales (tobas, mocovíes, guaraníes, abipones y calchines), el avance del río y las deplorables condiciones para el tráfico de carretas, motivaron la mudanza de la ciudad al Rincón de la Estancia de don Juan de Lencinas, en el "Pago de la Vera Cruz". Diez años duró el traslado de la ciudad, desde 1650 a 1660. El Cabildo y la Iglesia Matriz ya estaban finalizados para entonces.
El 31 de diciembre de 1662 al puerto de Santa Fe le era otorgado el título de "puerto preciso", por real cédula del rey Felipe IV, lo que favoreció al comercio local y el crecimiento de la población.
A pesar del traslado, en los siguientes años se seguiría dando ataques por parte de los indígenas de la región, logrando paces inestables por cortos periodos de tiempo. Pasando el año 1700, la miseria era mayúscula, a causa de las múltiples incursiones indígenas; las pestes que sufrían esporádicamente la población, el ganado o la cosecha; el pago de impuestos elevados; y la casi total dependencia hacia Buenos Aires. Sin embargo, una mejora en la situación se vivió a partir de 1733, con la designación de Francisco Javier de Echagüe y Andía como teniente de gobernador hasta su muerte en 1742, y con su sucesor, Francisco Antonio Vera Mujica, que gobernó hasta 1766. Ambos fueron buenos diplomáticos con los indígenas, además de que consolidaron el territorio de la gobernación, las reducciones, y levantaron levemente la economía local.
En 1780 el virrey Vértiz le retiró a Santa Fe el título de puerto preciso, y Melchor de Echagüe y Andía cesaría de su cargo de teniente de gobernador en 1786, cambiando la designación a subdelegado de Santa Fe de la intendencia de Buenos Aires. Estos cambios, junto con el recrudecimiento de la guerra contra el indígena, produjeron otra vez una decaída en el sector económico, social y político de la ciudad.

### Proceso de independencia de España

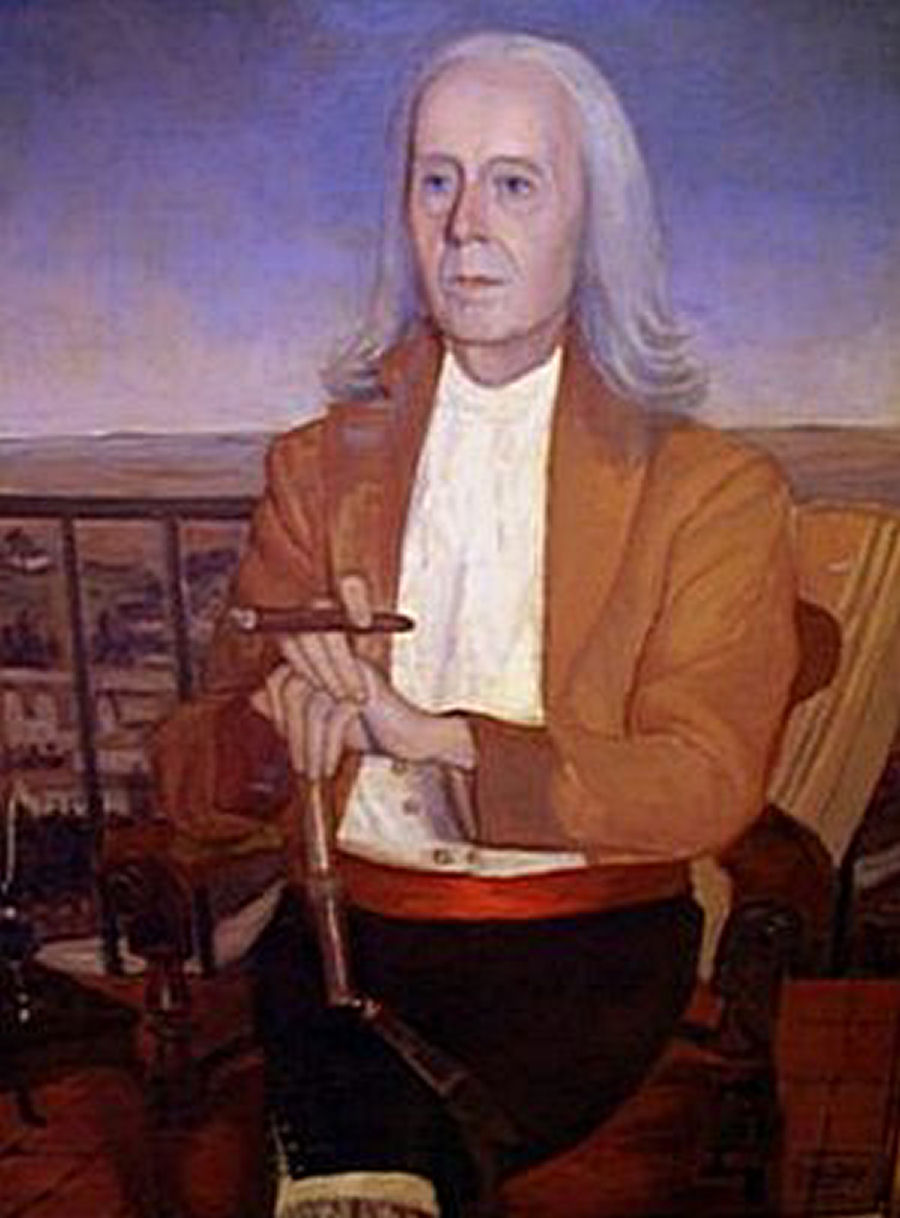
Francisco Candioti, primer gobernador de la Santa Fe autónoma

Los primeros años del siglo XIX siguieron la tónica de los anteriores. Se sucedieron pestes de escarlatina y de lepra, trece años seguidos de plagas de langostas y una pobreza generalizada. El descontento se acrecentó debido a las dos contribuciones forzosas al virreinato y el nulo entusiasmo con el que era recibido el nombramiento de Cisneros como virrey, unido al creciente fervor revolucionario. Por 1809, se repartieron panfletos subversivos y se hablaba de una posible conspiración contra el poder colonial.
En 1810 sucedía la Revolución de Mayo y la creación del primer gobierno patrio, el cual el Cabildo de Santa Fe aceptaba el nuevo gobierno el 12 de junio y con Juan Francisco Tarragona como diputado de la Junta Grande. Sin embargo, los acuerdos entre Buenos Aires y el virrey Elio, la fuerte centralización y la entrega de territorios hacia los realistas desembocaron en protestas de Santa Fe y un acercamiento progresivo a Artigas y la causa federal. Depuesto el anterior teniente, Prudencio Gastañaduy, la Junta designó al español Manuel Ruiz como su reemplazante, haciendo caso omiso a los pedidos de que fuera el santafesino Francisco Candioti.
El 24 de marzo de 1815, el último teniente de gobernador de Santa Fe, Eustoquio Díaz Vélez, enfrentado con la ciudad y con la idea de no empezar una guerra civil, decidió abandonarla ante el avance de un ejército artiguista al mando de Manuel Artigas y de Eusebio Hereñú, en el marco de la guerra sostenida por Artigas contra el Directorio. El 31 de marzo el cabildo santafesino nombraría para el cargo de gobernador interino a Francisco Candioti, iniciándose así como provincia autónoma.

### Hasta mediados delsigloXIX

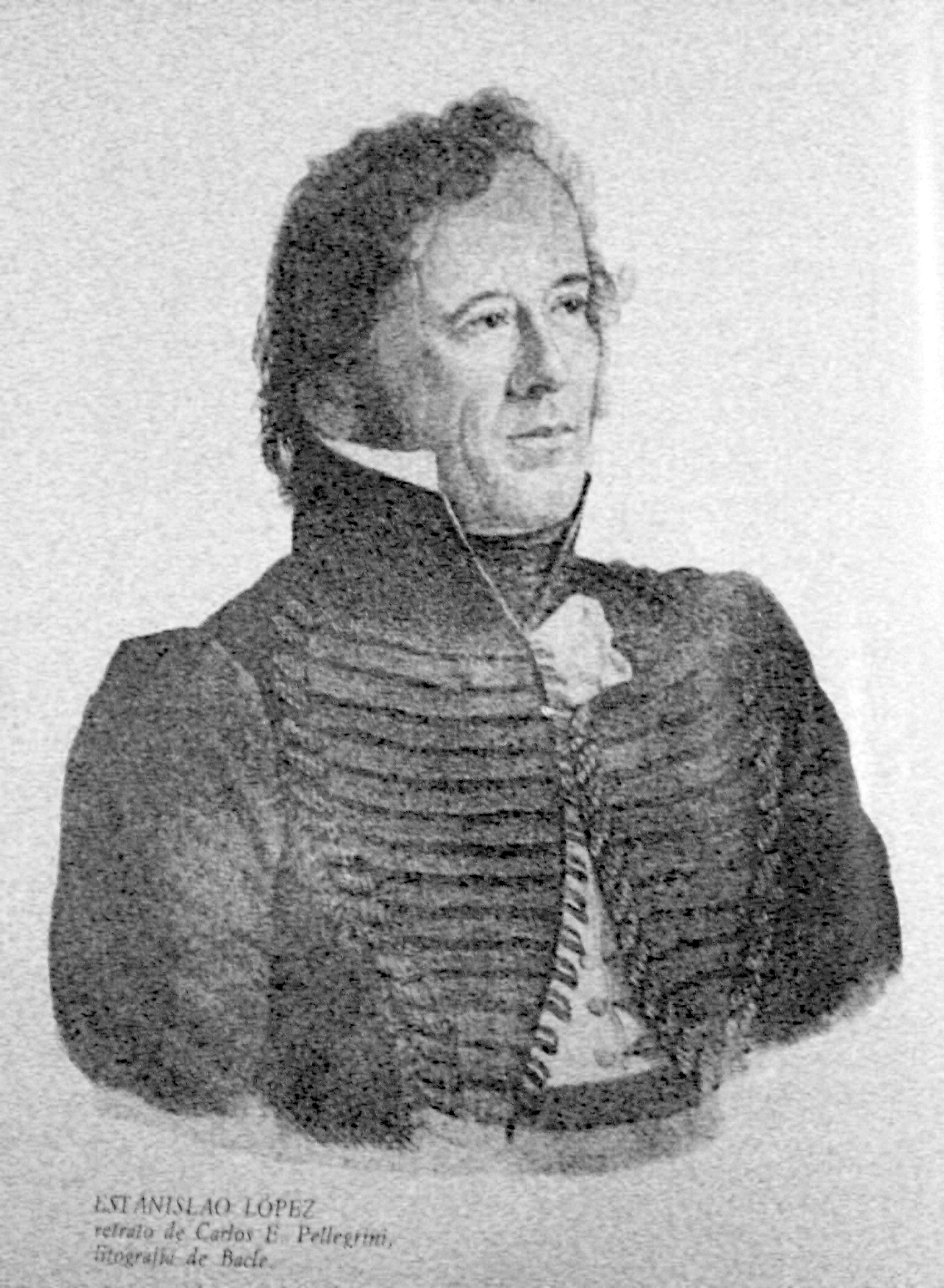
Estanislao López, caudillo santafesino entre 1818 y 1838.

Luego, por abril de 1815, las tropas del ejército de Artigas se retirarían a Entre Ríos ante el avance de un ejército unitario porteño que Carlos María de Alvear mandaba contra Santa Fe, pero que se sublevó en Fortezuelas el 3 de abril de 1815, terminando con el derrocamiento del director supremo. En su corto gobierno, Candioti intento apaciguar la frontera con el indígena, y envió a Buenos Aires a Mariano Vera para resolver el conflicto. Sin embargo, el director Álvarez Thomas envió un ejército de 3500 hombres, que se trasladó por el río Paraná, bajo el mando del general Juan José Viamonte y que ocuparían Santa Fe el 25 de agosto de 1815, dos días antes del fallecimiento de Candioti. Viamonte, junto a Tarragona, gobernaron a través de una Junta, que se superpuso en tareas y obligaciones con el Cabildo, que los rechazó. Desde ese momento se conforman dos bandos, los que apoyaban a la Junta, y, por ende, al gobierno porteño; y los que apoyaban al Cabildo y la anterior autonomía.
El 2 de marzo de 1816, la 1.ª Compañía de Blandengues se sublevaba en Añapiré al mando del teniente Estanislao López y del coronel Pedro Lassaga, con ayuda de las milicias locales de Cosme Maciel y Javier Abálos y de una tropa enviada desde Paraná por Artigas al mando de José Francisco Rodríguez. Coordinados por el Cabildo, se enfrentaron a con las tropas de Viamonte, que se hallaban debilitadas a causa del constante envío de tropas al exterior, resultando victoriosas. Era la primera vez que Santa Fe se enfrentaba a los porteños por las armas. Aunque Terragona logró escapar, Viamonte fue arrestado y enviado al campamento de Artigas. Mariano Vera sería elegido gobernador de Santa Fe en las elecciones siguientes. Luego de un período de enfrentamiento, el 9 de abril, Díaz Vélez y Cosme Maciel firman el Pacto de Santo Tomé, en el pueblo homónimo, retirándose Buenos Aires de la provincia.
Siendo las vísperas del Congreso de Tucumán, Santa Fe enviaría a Juan Francisco Seguí como diputado, aunque poco después tendría que retornar a Santa Fe sin cumplir su tarea, y Buenos Aires dejaba sin valides lo estipulado en el pacto de Santo Tomé. En julio de 1816, mientras se declaraba la independencia de Argentina, Díaz Vélez avanzaba por tierra contra Santa Fe, apoyado por una cuadrilla en el río comandada por Matías de Irigoyen. Días Vélez retomaría la ciudad el 25 de julio, ya que Vera, aconsejado por Estanislao López, decidió retirarse con sus fuerzas a las afueras de la ciudad, y hostigo a las fuerzas porteñas los siguientes días. El 30 de agosto las tropas porteñas abandonaron la ciudad, luego de un mes de sitio, dejando Vera que se marchen sin detenerlos.
Luego de dos años de gobierno, donde Vera se enfrentó a los indígenas y trato de mantener la neutralidad ante las guerras civiles, el 16 de julio de 1818 fue reelegido gobernador, pero el abandono de sus aliados y el posible enfrentamiento civil, llevó a que el 23 de julio Estanislao López entrara a la capital provincial y asumiera como gobernador de facto, siendo unas semanas más tarde reconocido como titular por el Cabildo. Asumiendo López las funciones de gobernador, el director Pueyrredón ideó un plan para atacar Santa Fe por dos frentes, uno con un gran ejército desde Buenos Aires, al mando del general Juan Ramón Balcarce, y otro proveniente de Córdoba, al mando del coronel Juan Bautista Bustos. López repelería ambos avances, con una táctica de ataque y retirada, en Fraile Muerto a Bustos el 8 de noviembre, y, repitiendo la estrategia de 1816, rechaza en Santa Fe a las tropas de Balcarce, que debe replegarse hacía San Nicólas a finales de noviembre de 1818.
Sin embargo, en enero de 1819, tropas al mando de Lamadrid y Paz fueron a reforzar el ejército de Bustos, mientras Balcarce era reemplazado por Viamonte. Una vez más, López atacó primero a Bustos, a quien enfrentó en la batalla de La Herradura, con resultado indefinido. Luego, volvería a enfrentar rápidamente a Viamonte, a quien derrota y luego sitiaría en Rosario en marzo de 1819, mientras el general porteño esperaba la ayuda del Ejército del Norte dirigido por Belgrano. A su llegada, lo desgastado que se encontraban ambos bandos, además de la ayuda solicitada por San Martín para el Ejército de los Andes, condujeron a la necesidad de un pacto, que se firmó el 12 de abril en San Lorenzo entre Belgrano y López.
En 1820, López se establecería en Santa Fe, aunque pronto tendría que enfrentar ataques indígenas en el noroeste de la ciudad, Rincón y Coronda, mandando a construir un foso desde la laguna Grande (hoy laguna Setúbal) hasta el río Salado, a modo de defensa.
Durante las luchas civiles de 1820, las tropas santafesinas fueron decisivas en la derrota del ejército porteño centralista. Así, con el tiempo, López fue convirtiéndose en el Patriarca de la Federación, estableciéndose como referente del partido Federal hasta su muerte en 1838.
Tras la muerte de López fue su secretario y mano derecha, Domingo Cullen el elegido como gobernador. Sin embargo, al ser Cullen un potencial rival del gobernador bonaerense y encargado de las relaciones exteriores de la Confederación, Juan Manuel de Rosas, este buscó y consiguió su captura y fusilamiento tras la negociación de Cullen con las fuerzas francesas que bloqueban el puerto de Buenos Aires y por ende significaban una crisis para le economía exportadora de Santa Fe. De esta forma Cullen había desafiado la autoridad que Rosas deseaba significar, tras el derrocamiento, Rosas nombró al pro-rosista Juan Pablo López como gobernador. Este nuevo gobernador se mantuvo en el poder, alternándose con Pascual Echagüe, hasta la invasión de la provincia por el Ejército Grande de Justo José de Urquiza, en diciembre de 1851 y durante su mandato se adoptó una nueva Constitución Nacional, el 1 de mayo de 1853.

## Gobierno y administración
Dado el sistema federal de gobierno, en Argentina hay tres órdenes o escalafones: el nacional, el provincial y el municipal. Así, corresponde referirse a los tres poderes en cada uno de estos escalafones.

### Gobierno local

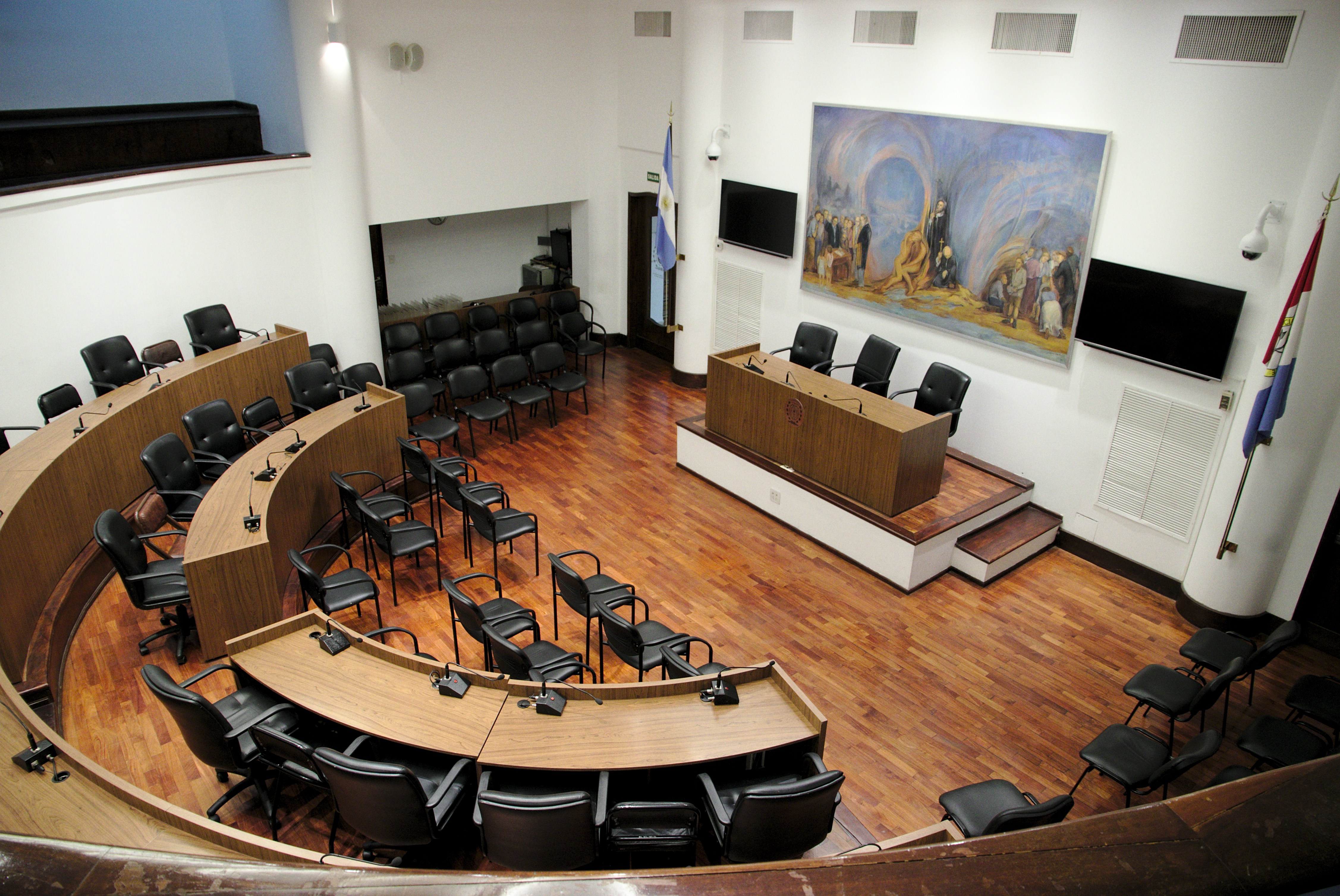
Sala de sesiones del Honorable Concejo Municipal de Santa Fe

El Gobierno de la Ciudad de Santa Fe está conformado por el Poder Ejecutivo, encabezado por el intendente, y el Concejo Municipal, de acuerdo al artículo 130 de la Constitución de la Provincia de Santa Fe de 1972.
El 17 de marzo de 1861 se firmó el Acta de instalación de la Municipalidad de La Capital, mientras gobernaba Simón de Iriondo, considerado el primer intendente, mientras que, a través de la ley provincial 2756 de 1865, se determina que el presidente comunal sea elegido por el Poder Ejecutivo de entre los municipales nombrados. El intendente es elegido por el voto popular en forma directa por un mandato que tiene cuatro años de duración, con posibilidad de reelección, que sucedió por primera vez con José Manuel Corral, ex intendente de la ciudad.

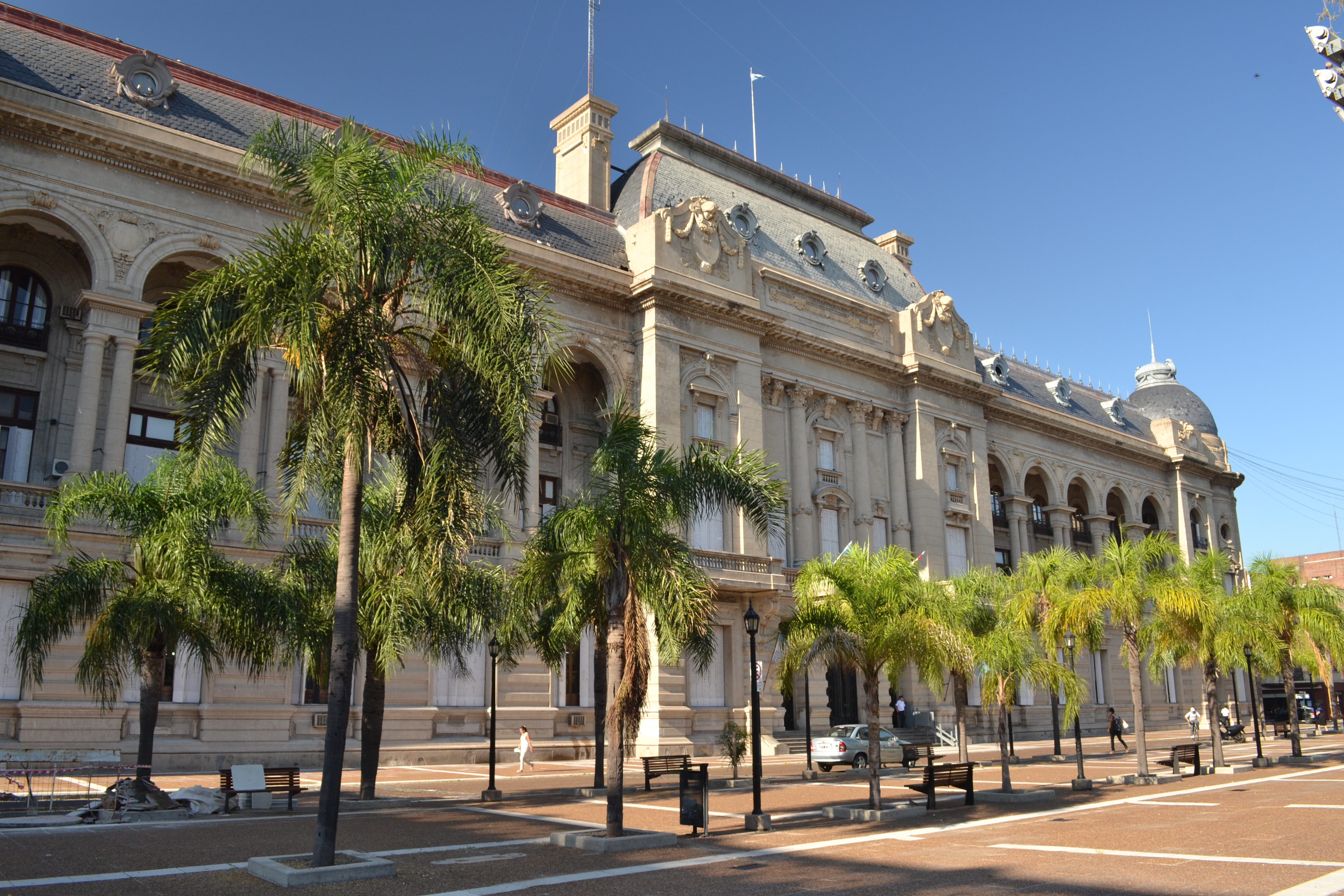
Casa Gris

El Consejo Municipal es el poder legislativo de la ciudad, con las funciones de legislar a través de normas que rigen la ciudad, debatir y decidir los temas presentados por el intendente, los concejales o la ciudadanía, e intermediar entre los vecinos, las autoridades y los especialistas. Está conformado por 17 concejales elegidos en forma directa por un mandato de cuatro años, que se renuevan por mitades cada dos años, pudiendo ser reelectos sin límite de mandatos.

### Gobierno provincial
La ciudad es la sede del gobierno de la provincia de Santa Fe y residencia de los tres poderes del mismo, siendo la Casa Gris la del Poder Ejecutivo, además de los edificios de la Legislatura de la Provincia de Santa Fe (senadores y diputados) y de la Corte Suprema de Justicia.

## Economía
Entre 2003 y 2006 hubo una fuerte recomposición del trabajo técnico calificado. En cambio, la dinámica de los noventa se caracterizó por la desarticulación del tejido productivo nacional, lo que se tradujo en una precipitada caída de los niveles de ocupación. Esta situación tuvo un claro correlato en la fuerte caída registrada en el número de desocupados durante el último trimestre del año pasado, cuando se ubicó en el 8,7 %, tras haberse ubicado por encima del 20 % en la Crisis de diciembre de 2001 en Argentina.
El crecimiento de la industria impacta en la actualidad en la generación de empleo, contrastando con la dinámica de la década del 90, cuando la desarticulación del tejido productivo nacional se tradujo en una precipitada caída de los niveles de ocupación.
En el cuarto trimestre de 2002, comenzó a observarse una recuperación de la producción —sin correlato en el número de obreros ocupados—, mientras que desde el primer trimestre de 2003 en adelante el crecimiento de la industria tuvo su correlato en la creación de empleo. Actualmente el empleo está creciendo en todos sus rubros, industrial, comercial, provincial y estatal, sobre todo en el mes 08 de 2008 el cual trajo aparejado un incremento en el sector privado con la ejecución del MasterPlan en el Puerto de Santa Fe.
Pero desde la reactivación económica ha sufrido un crecimiento acelerado en inversión pública y privada, en sectores no tradicionales como el turismo, industrias como la de electrónica, farmacéutica, automotriz y también en impulsar el consumo mediante una suba de salarios que permitieron la creación de miles de negocios y centros comerciales ya sean cerrados (Shopping Estación Recoleta, Shopping La Ribera, etc.) o abiertos como la Avenida Aristóbulo del Valle. El sector industrial viene en un rápido aumento desde el año 2003 y que se aceleró aún más desde el año 2008.

## Población y ordenamiento urbano

### Demografía

Mapa del Gran Santa Fe

La ciudad de Santa Fe participa de un fenómeno de conurbación que se extiende en el sentido norte-sur desde las localidades de Recreo y Monte Vera hasta la localidad de Sauce Viejo, incluyendo la ciudad de Santo Tomé, recorriendo una extensión de 50 km de longitud llamado Gran Santa Fe.
La población del Gran Santa Fe era de 454 238 habitantes (Indec, 2001) y en 2010 se situaba en 490 171 hab.
Desde la ciudad hacia el este se extiende una delgada faja urbanizada de 3 km de longitud situada sobre el albardón costero, esto sin incluir a la ciudad de San José del Rincón y la comuna de Arroyo Leyes, que suman un total de casi 20 kilómetros de longitud, hasta llegar a las márgenes del Arroyo Leyes. Este fenómeno que comprende 7 jurisdicciones comunales se ha generado espontáneamente en función de la demanda de tierras propiciada por los propios pobladores que buscan residencia permanente, temporaria o de fin de semana y para distintas actividades relacionadas directamente con el ámbito urbano.
Desde el año 2005, la ciudad y su área metropolitana han tenido una explosión demográfica debido a la gran expansión económica del área. La ciudad pasó de 368 668 a 391 164 en 2010, mientras que el área metropolitana de 454.238 a 490 171 registrando el mayor crecimiento poblacional en más de 30 años.
También hay que destacar que para las ciudades de Santa Fe y Paraná (distanciadas por 25 km) se prevé una muy pronta conurbación. La ciudad de Paraná y sus zonas de influencia cuentan con alrededor 300 000 habitantes, elevando a 900 000 personas la conurbación.
A mayor distancia de Santa Fe, se observan una serie de núcleos urbanos importantes con un alto grado de autonomía perteneciente a los departamentos La Capital, Las Colonias y San Jerónimo. Estas poblaciones son: Esperanza, Coronda, San Carlos, San Jerónimo Norte, Franck, Nelson y Laguna Paiva, por citar las más importantes. Todas estas ciudades, en un radio de no más de 40 km con centro en la ciudad de Santa Fe, constituyen un polo regional de 1 millón de habitantes.
Entre ellas y el conurbano existen espacios territoriales productivos de alto valor económico, donde se localiza gran parte de la más importante cuenca lechera de la provincia, el cinturón verde frutihortícola que abastece de productos frescos a la región, actividades avícolas, apícolas y en general cultivo de granos y actividad agropecuaria. En muchos de estos centros poblados se desarrollan importantes actividades industriales que venden sus productos fuera de la región y en el exterior del país.
A continuación se detalla la población de cada uno de sus componentes:
Evolución demográfica
| Gráfica de evolución demográfica de Ciudad de Santa Fe entre 1869 y 2010 |
|                                                                          |
| Fuente: Censos nacionales del INDEC                                      |

### Barrios de la ciudad
Un total hasta ahora de 87 barrios distribuidos en 8 grandes distritos con sus oficinas administrativas correspondientes, es en lo que se organiza la descentralización de la Municipalidad de la Ciudad de Santa Fe, con el objetivo de maximizar eficiencias ante tamaña extensión de más de 30 km de largo entre la urbanización laxa del Distrito Costero y la más compacta del resto de los Distritos.
Hoy en día la ciudad se encuentra descentralizada en distritos, como Córdoba o Rosario. Esto sirve para lograr más eficacia en la gestión de trámites, optimizar recursos del municipio y generar nuevos espacios para la cultura, el deporte, la recreación y la educación.
La ciudad nunca es la misma. Se producen, cambios en su fisonomía y sus costumbres, por lo que la manera de enfrentar las realidades necesita de valores adquiridos de antaño, y fortalecidos con el devenir del tiempo. Paralelamente, la cultura, dinamizada por los años, ha adquirido también un perfil ansioso de búsqueda, información y comunicación constante, teniendo en cuenta todas las instancias sociales, laborales, arquitectónicas, personales, etc.
Uno de los barrios más tradicionales es el barrio residencial Candioti Sur, uno de los más antiguos de la ciudad de Santa Fe, en el que es posible apreciar casas de estilos rústicos, tudor, inglés, francés e italiano. El barrio de María Selva se caracteriza por su inmigración italiana.

### Espacios verdes y de Conservación de la Biodiversidad
Santa Fe, al encontrarse en la Llanura chacopampeana y en el subtropical valle de inundación del Paraná Medio, dispone de una gran cantidad de espacios verdes, ya que un suelo tan fértil como el de esa región permite el crecimiento de la flora sin ningún tipo de problema.
Hasta el momento la ciudad cuenta con 7 paseos, 8 parques, 39 playones deportivos y recreativos,
67 plazas y 93 plazoletas.
Además la urbe tiene una de las costaneras más largas de Argentina, con 12 km de longitud, sobre las costas de la Laguna Setúbal. También hospeda una Estación Zoológica Experimental, que está ubicada en el norte santafesino y cuenta con 13 hectáreas densamente arboladas. Cuenta además con un jardín botánico Ing. Agr. Lorenzo Parodi, con 25 ha que albergan unas 615 especies.

## Educación, ciencia e investigación
El sistema educativo de la ciudad de Santa Fe está dividido por los sistemas de educación común (inicial, primario, secundario, terciario), las modalidades (artística, especial y adultos) y otros servicios. En la ciudad existen 482 establecimientos educativos, con el 66 % de gestión estatal; y, para 2018, la matrícula total incluye a 153 092 alumnos, en todas sus modalidades, y 11 023 docentes y profesores.
Santa Fue cuenta con un registro de analfabetismo del 1,5 %, siendo la mitad del porcentaje a nivel nacional, pero la población de riesgo educativo (aquellos mayores de 15 años con secundario incompleto) llegaba a superar el 50 %. Esto es problemático ya que las empresas e instituciones suelen buscar a trabajadores que tengan el secundario completo como mínimo. De todas formas, ese nivel es menor al nacional (66,8 %).

### Educación inicial, primaria y secundaria

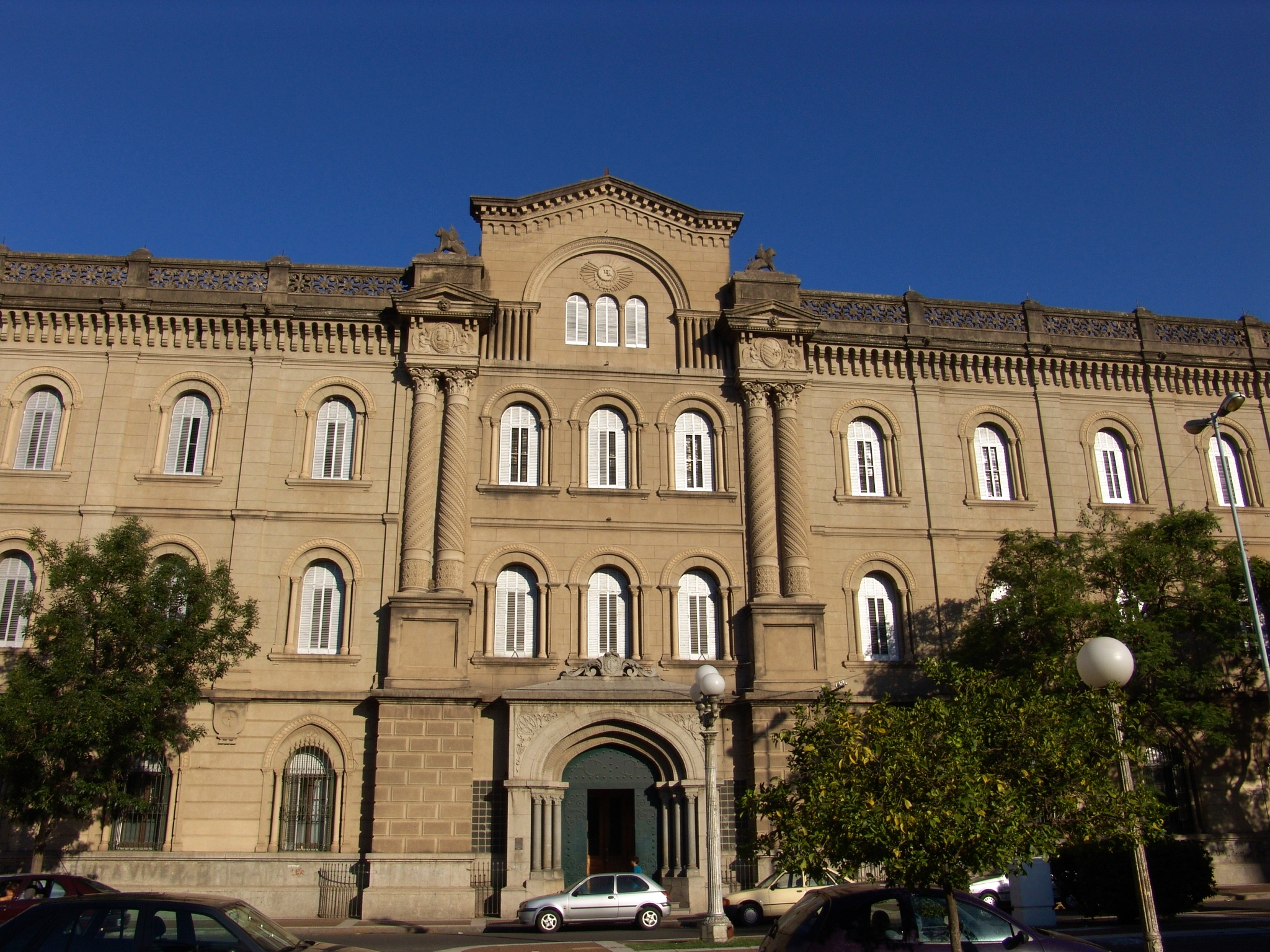
Colegio de la Inmaculada Concepción fundado por los jesuitas españoles en 1610, en este lugar Jorge Mario Bergoglio se desempeñó cómo docente.

El Ministerio de Educación provincial divide el nivel inicial en dos ciclos, uno de sala de tres años, y otro de una sala de cuatro años y otra de cinco, siendo esta última la única obligatoria, destinado a niños de 45 días a 5 años inclusive. También se registran en este ámbito los 17 jardines maternales municipales establecidos con el fin de llegar a niños de 2 y 3 años de las zonas más vulnerables de la ciudad, contando con más de 1966 alumnos en 2018.
La educación primaria abarca desde los 6 a los 12 años del menor, y es obligatoria en toda la Argentina.
La educación media está destinada a los menores de entre 13 y 18 años de edad, puede alcanzar los 19 años en algunas modalidades, y está organizada en un ciclo básico que incluye los 3 primeros años, y un ciclo de especialización que incluye el período restante (hasta los 19 solo en las escuelas técnicas). La Escuela Industrial Superior, dependiente de la UNL, es la única institución educativa preuniversitaria de la ciudad, acompañada por otras a nivel nacional.
Según las pruebas Aprender de 2016, un 10 % de los chicos que cursaban en primaria repitieron al menos una vez, cifra que se incrementaría a un 20 % en la secundaría.

### Educación superior

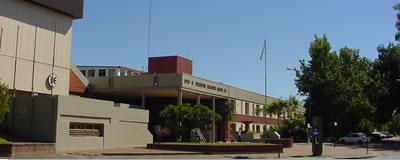
Vista de la Facultad Regional Santa Fe, perteneciente a la Universidad Tecnológica Nacional.

La ciudad es un importante centro académico, especialmente gracias a sus tres universidades. La Universidad Nacional del Litoral (UNL), nacida bajo el impulso de la reforma universitaria de 1918 sobre las bases de la anterior Universidad de Santa Fe de 1889, es una de las universidades públicas más reconocidas de la región. Cuenta con 46 846 estudiantes, los cuales se dividen entre sus diez facultades, dos centros universitarios (Reconquista-Avellaneda y Gálvez), una sede universitaria en Rafaela-Sunchales, un Instituto Superior de Música, tres escuelas de nivel medio y una escuela de nivel primario y jardín inicial.
Las otras universidades son la privada Universidad Católica de Santa Fe (UCSF), de 1957, con 2811 alumnos; y la pública Facultad Regional Santa Fe, perteneciente a la Universidad Tecnológica Nacional (UTN-FRSF), de 1953, con 2736 alumnos.
Por otro lado, se incluyen varias instituciones terciaras públicas y privadas. En la gestión pública, destacan el Instituto Almirante Guillermo Brown (profesorados) y el Liceo Municipal (artes visuales, danza, música); mientras que en la privada lo hacen el Instituto de Estudios Superiores (periodismo, diseño gráfico, gestión empresarial), el Instituto Superior de Ciencias Comerciales ADE (mercadotecnia, logística), el Instituto Castañeda (profesorados) y el Instituto Sol (hotelería, turismología, gastronomía), entre otros.

### Ciencia e investigación
El Instituto de Investigaciones Científicas y Tecnológicas se crea en el año 1929 durante la intervención de Gabriel Del Mazo a la Facultad de Química Industrial y Agrícola de la UNL. Durante su intervención se producen dos cuestiones de interés para visualizar cómo la Universidad del Litoral se estructuraba como un locus de ciencia investigada: se reforma el plan de estudio de la carrera de Ingeniería Química y se crea el Instituto de Investigaciones Científicas y Tecnológicas. La modificación del plan de estudio además de introducir cambios sustantivos en la formación del ingeniero químico incorpora como condición para obtener el título de Ingeniero Químico - además de la pasantía en la Industria y la realización de un proyecto industrial- la realización de una “tesis” de investigación. La tesis se realizaría en el Instituto de Investigaciones Científica y Tecnológicas. Además, se crea un “Certificado de Investigación” que acredite la actividad de investigación realizada por los estudiantes y graduados. En un folleto institucional del año 36 puede leerse: “Además de los trabajos del Director y de sus auxiliares, en el Instituto podrán efectuar investigaciones:... los diplomados de la [Facultad] que habiendo demostrado capacidad deseen complementar su título de Ingeniero químico con un «Certificado de Investigaciones», los alumnos de los cursos superiores que por sus aptitudes estén en condiciones de llevar a cabo un trabajo de tesis...” (Publicación Institucional FQIyA 1936: p. 12).
En 1976 se crea el Centro Regional de Investigación y Desarrollo de Santa Fe (CERIDE). Entre los objetivos originales de la creación del CERIDE, en la ciudad de Santa Fe, el principal residió en que se tratara de un verdadero modelo de “polo científico-tecnológico”. Al mismo tiempo, se lo definió como un complejo integrado e interdisciplinario: integrado, por cuanto los diferentes institutos que lo compusieran contarían con una serie de servicios centralizados de uso común, lo cual permitiría asegurar la máxima economía de recursos; e interdisciplinario, porque la concentración de los Institutos respondía a la necesidad de organizar programas de investigación comunes.
A partir de entonces se integran al CERIDE: el Instituto de Desarrollo Tecnológico para la Industria Química (INTEC) —creado en junio de 1975— y el Instituto Nacional de Limnología (INALI) —creado en 1962—. En 1978 se suma el Instituto de Investigaciones en Catálisis y Petroquímica (INCAPE), en 1980 el Instituto de Desarrollo y Diseño (INGAR) y en 1999, el Instituto de Matemática Aplicada del Litoral (IMAL).
En el año 2004, fruto del crecimiento del plantel de científicos y técnicos, la multiplicación de proyectos de investigación y la necesidad de servicios acordes a los nuevos tiempos, el CERIDE decide hacer frente al desafío. Así comienza el traslado de algunos servicios y algunos institutos hacia su nuevo emplazamiento en el Paraje El Pozo, al norte de la Ruta Nacional N.º 168, denominado PREDIO CONICET Santa Fe. A partir de la resolución N.º 3111 de fines de diciembre de 2006, el Directorio del CONICET pone en marcha una nueva estructura, la de Centros Científico-Tecnológicos que constituirán la base de su renovada conformación institucional. Santa Fe es una de las primeras plazas en las que dicha estructura se aplica, creándose el Centro Científico Tecnológico (CCT) CONICET Santa Fe. En este nuevo marco el CERIDE se transforma en la Unidad de Administración Territorial (UAT) del CONICET Santa Fe.
Para aprovechar las potencialidades que brinda la región, el CONICET crea en Santa Fe y adhiere al CCT cinco nuevos Institutos a los ya mencionados. En 2007, se incorporó el Instituto Nacional de Lactología Industrial (INLAIN); en 2008, el Instituto de Agrobiotecnología del Litoral (IAL); en 2012, el Centro de Investigación en Mecánica Computacional (CIMEC) y el Instituto de Ciencias Veterinarias del Litoral (ICiVet-Litoral); en 2013, el Instituto de Física del Litoral (IFIS-Litoral) y el Instituto de Salud y Ambiente del Litoral (ISAL); en 2014, el Instituto de Investigación en Señales, Sistemas e Inteligencia Computacional (sinc(i)), en 2015, el Instituto de Humanidades y Ciencias Sociales del Litoral (IHUCSO); finalmente, en 2016, el Instituto de Química Aplicada del Litoral (IQAL).
Hoy, el CONICET Santa Fe cuenta con más de 1000 integrantes que trabajan en 14 institutos de investigación, en la unidad de administración y en la zona de influencia. El CCT constituye una estructura de producción de conocimiento científico y desarrollo tecnológico de alto nivel que tiene como objetivos primordiales el crecimiento de Argentina y el bienestar de su gente.
Considerado hoy como la incubadora más importante de la Argentina y una de los más desarrollados de toda Sudamérica, es un emprendimiento impulsado por el Conicet que fue creado en la década del 90 avizorando el futuro promisorio que tendrían los Parques Tecnológicos en la Economía del Conocimiento. El organismo nacional brindó la infraestructura geográfica y edilicia y el apoyo político para que la instalación del PTLC en la ciudad de Santa Fe (Argentina) sea hoy una realidad. Desde el 22 de agosto de 2002, el Parque Tecnológico del Litoral Centro opera bajo la figura jurídica de sociedad anónima con participación estatal mayoritaria (SAPEM), en donde los sectores científico-académico, gubernamental y empresarial se asocian para apoyar el surgimiento de nuevas empresas de base tecnológica y elevado perfil innovador. Para lograr espacios adecuados donde crezcan emprendimientos de base tecnológica, el PTLC ofrece a personas innovadoras la infraestructura edilicia y los servicios acordes a la etapa de desarrollo de su idea-negocio. El Área de Pre-incubación, la Incubadora de Empresas, los contenedores de empresas para la Pre Radicación y los predios para radicación son las alternativas que se brinda a los emprendedores. En todas las fases de desarrollo de proyecto los emprendedores cuentan con el asesoramiento en temas de negocios por expertos en las áreas jurídico, contable, financiero, ventas, mercados e imagen corporativa. Además de disponer de un sistema de seguridad y confidencialidad que resguardan el know how del emprendimiento.
EL PTLC facilita también la gestión y gerenciamiento de emprendimientos, identificando y formulando proyectos de I+D, realizando transferencias tecnológicas y brindando asistencia técnica a emprendedores, Pymes y grandes empresas. La capacitación y actualización profesional es otra herramienta que consideramos prioritaria para que los emprendedores puedan idear las estrategias de su propio plan de negocio. Por esta razón los cursos de capacitación se diagraman en función de las necesidades de las empresas pero se hacen extensivos a toda la comunidad a fin de fomentar el emprendedorismo en la región.
La viabilidad del proyecto tiene su fundamento en la experiencia favorable que poseían estos emprendimientos en Estados Unidos y Europa y en la existencia, a nivel local, de una alta proporción de investigadores por habitantes.
Convencidos de las condiciones inmejorables que presentaba Santa Fe y la región para el logro de los objetivos planteados, el Consejo Nacional de Investigaciones Científicas y Técnicas (CONICET) decidió crear el Parque Tecnológico del Litoral Centro. El proyecto no tardó en concretarse porque el organismo nacional poseía el terreno -que le fuera donado en 1975 por la Municipalidad de Santa Fe al INTEC- y la infraestructura edilicia que, por aquel entonces, había comenzado a erigirse para albergar y aglutinar la oferta científica local.
El Consejo Nacional de Investigaciones Científicas y Técnicas (CONICET), la Universidad Nacional del Litoral (UNL), el Gobierno de la Provincia de Santa Fe, la Municipalidad de la ciudad de Santa Fe, la Confederación General Económica (CGE) y la Confederación General de la Industria (CGI); son los socios fundadores del Parque Tecnológico del Litoral Centro S.A.P.E.M. Esta sociedad, que adquirió personería jurídica el 22 de agosto de 2002, incorporó dos años después un nuevo accionista: la Municipalidad de la ciudad de Paraná (Entre Ríos).

## Infraestructura

### Salud
La ciudad de Santa Fe es un gran centro de salud, con atención médica de excelencia y tecnología de punta. Junto a gran cantidad de hospitales y centros públicos, se suman entidades privadas en las que se brindan servicios de salud que abarcan todas las especialidades médicas. Los efectores públicos son los más grandes de toda la provincia, dos de ellos, el Hospital Dr. Orlando Alassia y el Hospital Dr. José María Cullen, no poseen iguales por su tamaño. Sus ámbitos de influencia superan a la misma provincia de Santa Fe.
Se trata del hospital más grande de toda la Provincia de Santa Fe. Por año atiende cerca de 100.000 niños del país y de países limítrofes. Sus pasillos no conocen la calma ni el descanso. Son el escenario de un tránsito ininterrumpido y presuroso, por momentos. Unas 2200 manos expertas se aprestan a atender a los 250 niños que diariamente -en promedio- llegan a su guardia. Así es la diaria en el Hospital de Niños Orlando Alassia, el efector provincial con mayor demanda Según datos de 2014 En orden de demanda, le siguen los hospitales Mira y López, con 55.492; J. B. Iturraspe, con 48.330; J. M. Cullen, con 45.243; Eva Perón de Granadero Baigorria, con 39.338; Sayago, con 38.851; Del Centenario, con 33.192, y Provincial de Rosario, con 26.050 pacientes, según un relevamiento del Ministerio de Salud de la provincia.
El Hospital de Niños "Dr. Orlando Alassia" fue creado por Decreto n.º 0637 del 29 de abril de 1999 en la ciudad de Santa Fe. Dedicado a satisfacer las necesidades médicas y de enfermería de los pacientes en cada etapa de su enfermedad llevando a cabo un modelo operacional basado en el sistema de Cuidados Progresivos en lo que hace a sus servicios de internación.
La Fundación debe su nombre a Mateo Esquivo, quien padeció un infrecuente tipo de cáncer pediátrico llamado linfoma no-hodgkin de células t. Debido a la complejidad de diagnóstico de esta enfermedad, fueron consultados varios centros de salud, hasta lograr el diagnóstico en el Hospital Austral de Buenos Aires. Mateo falleció durante su tratamiento, el 10 de febrero de 2008, a los casi tres años de edad.
En su memoria, sus padres deciden la creación de la fundación, con el fin de sumar esfuerzos que contribuyan a ayudar a los niños con cáncer, en el ámbito de la ciudad de Santa Fe y su Región.
El centenario hospital José María Cullen es uno de los ámbitos más sensibles ante la violencia social. De hecho, se registran entre ocho y diez casos “policiales” por día: personas golpeadas o quemadas, heridos de arma blanca o de arma de fuego o intentos de suicidio. Frente a esta situación, las autoridades han tomado medidas tendientes a reforzar la seguridad en virtud de tres factores determinantes: La gigantesca estructura edilicia, la tarea de los 1740 empleados y la condición de efector de emergencias como el más importante de la provincia. Así se expresa en la entrevista su Director, el Dr. Juan Pablo Poletti, quien agrega que Tenemos 350 camas, somos el hospital más grande de la provincia. Las dimensiones del hospital ocupan cuatro manzanas. Tiene 13 puertas de ingreso. Tenemos que ser estrictos en cuanto a los portones cerrados porque se puede meter gente por cualquier lado.

### Seguridad
La historia de la policía de la provincia, encuentra sus raíces en la evolución de las primeras Instituciones. La función de Policía, tal como la entendemos hoy, en un principio estuvo signada por la tarea de Alcaldes y Regidores en la Institución del Cabildo, sumándose a estos cargos el de Alcalde de la Hermandad y luego el de Aguacil Mayor, fundado en los múltiples trabajos que el Cabildo debía atender en su amplia área de influencia. El título de Aguacil Mayor, como primer cargo policial institucional, fue detentado por el Regidor Don Bernabé de Luxán, según se lee en los Folios 31 y 31 v, de las Actas del Cabildo de la ciudad de Santa Fe, del día 16 de agosto de 1578, en donde dice:
De este modo se asume en Santa Fe colonial, la necesidad de poseer una institución con fuerza para ejecutar y hacer cumplir las órdenes del Cabildo y otorgar seguridad a la ciudad, ante las amenazas externas conforme relata Jorge Miguel Galvani Celso en su libro “Historia de la Policía de la provincia de Santa Fe”.
Agrega que el 31 de agosto de 1864, el gobierno de la provincia de Santa Fe pone en vigencia el Reglamento de Policía Urbana y Rural dado por el Ejecutivo el 20 de octubre de 1863 y sancionado por la Cámara de Representantes el 9 de agosto del mismo año. Su redacción se atribuye al doctor José M. Zuviría, a la sazón ministro de Gobierno del gobernador Don Patricio Cullen, aunque el reglamento citado fue promulgado por don José María Echagüe. Fecha ésta que se considera como nacimiento de la policía de Santa Fe que hoy conocemos.
La ciudad de Santa Fe, como capital de la provincia que ha adoptado su mismo nombre, es la sede natural de la Jefatura de la policía provincial, desde donde se ejerce el liderazgo y el comando de las diecinueve unidades regionales distribuidas a lo largo y ancho del territorio, además de las Direcciones, Grupos y Departamentos que constituyen el organigrama de la institución.

### Transporte
La ciudad cuenta con redes de ómnibus urbanos e interurbanos.
La Estación Terminal General Manuel Belgrano de la ciudad de Santa Fe fue inaugurada en 1968 en su actual emplazamiento, donde se ubicaba la estación de ferrocarriles conocida como la Estación Francesa. Se encuentra ubicada estratégicamente al este del área central y cerca de avenidas que permiten un rápido acceso hacia los distintos puntos de destinos provinciales y nacionales. Esta terminal de ómnibus está ubicada sobre la calle Belgrano y rodeada por las calles Eva Perón al sur y Suipacha al norte, y el centro de convenciones municipales al este.
El Tren Urbano de Santa Fe permite recorrer 3,7 kilómetros en 15 minutos, lo que significa un ahorro del 40 % de tiempo si el mismo recorrido se efectua en colectivo. El área directa asociada a su paso es de unas 30 000 personas. Cada formación es una dupla compuesta por una máquina y vagón, y permite trasladar a 80 pasajeros.
Con gran peso en la ciudad, la red ferroviaria se extendió en la ciudad entre 1882 y 1928, brindándole conectividad con la región, las otras capitales provinciales y los puertos y centros productivos.
Desde 1957 la red entró en decadencia con graduales desactivaciones de ramales y estaciones, que tuvieron su punto cúlmine conjunto al cierre de la empresa Ferrocarriles Argentinos, en 1993.
La inactividad ferroviaria hubiera sido total de no ser por la operación de los cargueros de Belgrano Cargas, que nunca detuvieron su marcha y mantienen activo el único ramal afectado a servicio dentro de la ciudad.
Desde 2007, el abandono de la red ferroviaria en la ciudad se profundizó de la mano de una serie de intervenciones del municipio, que implicaron la desactivación de la terminal ferroviaria Belgrano (la más importante del interior del país), la demolición de varios cabines y estructuras instaladas por el Ferrocarril Santa Fe a Las Colonias (el primero de la región), y lo más impactante fue sin dudas el desmantelamiento pleno del único ramal de trocha ancha (1,676 m) de acceso al Puerto de Santa Fe.
Por su posición geográfica, una importante red de caminos (Rutas Nacionales 11, 19 y 168) converge en la ciudad y la convierte en uno de los ejes carreteros del Mercosur; un túnel bajo el lecho del río Paraná la une a la ciudad homónima, capital de la provincia de Entre Ríos.
La ciudad de Santa Fe puede accederse a través de:
- Ruta Nacional RN 168: une esta capital con la ciudad de Paraná a través del túnel subfluvial Uranga-Sylvestre Begnis. Desde el empalme con la Ruta Provincial 1 en la localidad de La Guardia y el túnel subfluvial, la ruta es autovía en toda su longitud.
- Ruta Nacional RN 19: llega a la ciudad desde Córdoba, pasando por importantes ciudades de la provincia Santa Fe. Está en proyecto y construcción la autovía hasta San Francisco.
- Ruta Nacional RN 11 hacia el norte: conecta con el noreste santafesino y las provincias argentinas de Chaco y Formosa.
- Ruta Nacional RN 11 hacia el sur: conecta la ciudad de Santa Fe con la ciudad de Rosario. Su trazado es paralelo al de la Autopista "Brigadier López".
- Autopista "Brigadier López": conecta la ciudad Santa Fe con la ciudad de Rosario. Desde esta última ciudad y continuando hacia el sur por la Ruta Nacional N.º 9 se llega a la ciudad de Buenos Aires.
- Ruta Provincial RP 1: continúa hacia el noreste de la provincia hasta la ciudad de Reconquista, en un recorrido de 325 km.
- Ruta Provincial RP 70: comunica la ciudad con las ciudades de3 Esperanza y Rafaela.
- Ruta provincial RP 9: hacia el sur, casi paralela con la autopista, comunica Santa Fe con el Aeropuerto de Sauce Viejo y otras ciudades importantes de la región.

Cruzar el inmenso megario Paraná para comunicar a la Ciudad de Santa Fe con la Ciudad de Paraná, era posible gracias a La Balsa comunicante entre estas importantes capitales de provincia. Ya en 1928 estaban dadas las condiciones para establecer una vinculación permanente para el transbordo de automotores entre Santa Fe y Paraná. La cantidad de vehículos en circulación por entonces, era de 333.000, habiendo experimentado un aumento extraor- dinario, ya que siete años antes apenas alcazaba a 54.000. Interesa hacer resaltar que mientras en 1921 la cantidad de camiones que circulaban por las rutas del país, era de escasos 400. En 1928 se eleva a 60.000, es decir, que en poco más de un lustro el total de camiones aumentó 150 veces mientras que el de automóviles fue más modesto: cinco veces más.
Y es precisamente en 1928 cuando se inicia el servicio de balsas, a cargo del Ministerio de Obras Públicas de la Nación, teniendo como puntos terminales el atracadero contiguo al Club de Regatas y el puerto de Paraná.
Transcurren así 21 años y llegamos a 1949 en que la cantidad de automotores en circulación en el país totaliza 290.000 automóviles, 222.000 camiones y 11.000 ómnibus. La capacidad del servicio estaba colmada con exceso. Se realizaban ocho viajes redondos por día, o sea 16 cruces, a cargo de las balsas 1-B.A. y 2-B.A., construidas en Holanda. La falta de material flotante y la urgencia de aumentar la cantidad de viajes, urgieron soluciones. Así se ideó el acortamiento con el atracadero en Colastiné (1942-47) y el encauzamiento del servicio por el Tiradero Viejo. Pero el sistema fracasó dado el régimen de las aguas, totalmente desfavorables. El 18 de agosto de 1967 se inauguraron las instalaciones del Atracadero de Balsas “5 de Octubre”, como parte integrante del complejo ideado para el acortamiento del camino entre Santa Fe y Paraná. Estaban ubicadas sobre la margen derecha del Río Paraná, a la altura del kilómetro 487, de la ruta nacional 168 que conduce al Túnel Subfluvial, el que hizo innecesario el servicio de balsas Poco a poco las instalaciones fueron devastadas por la acción erosiva de las aguas, favorecidas por el viento sudeste. Así se perdieron las rampas de embarques, la estación fluvial, la casa del encargado, la torre tanque, la playa de estacionamiento, de tal manera que hoy ya no existen ni los grandes árboles que formaban parte del paisaje de entonces.

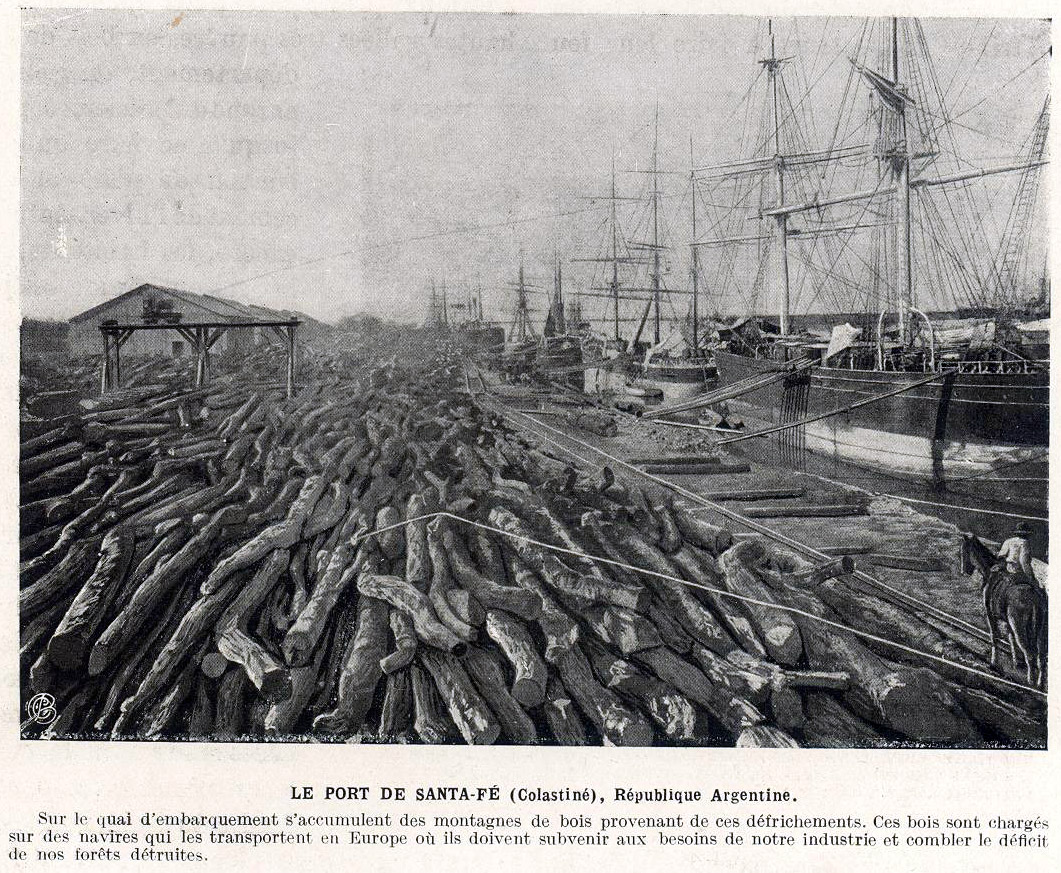
Antiguo Puerto de Santa Fe.

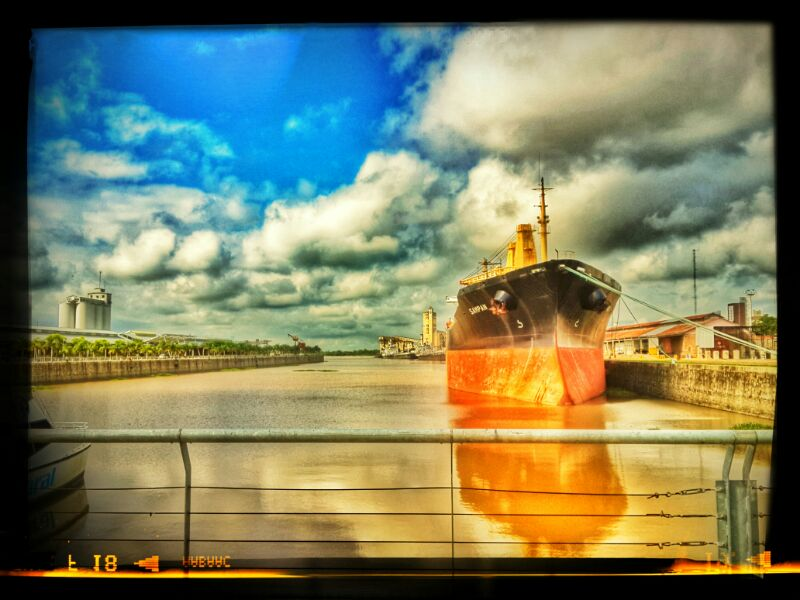
Puerto de la Ciudad de Santa Fe, el que hoy pasa por un proceso de transformación urbanística con nuevas construcciones y edificios residenciales, comerciales y turísticos, de alta categoría.

El Puerto de Santa Fe, se sitúa en el corazón de la Hidrovía Paraguay-Paraná (km 584 del Río Paraná), siendo, aguas arriba, el último Puerto de ultramar apto para operaciones con buques oceánicos. Su ubicación estratégica lo convierte en el eslabón adecuado para unir los nodos de transportes (terrestre-fluvial-oceánico), permitiendo el desarrollo de operaciones de cabotaje
nacional e internacional y marítimas internacionales, para cargas unitizadas, containerizadas, graneles, general, etc., desde y hacia su Hinterland integrado por las Regiones Centro, NOA y NEA de Argentina. Asimismo su posición privilegiada lo perfila geográficamente como el centro obligado de transferencias de cargas desde y hacia los países situados en la Hidrovía.
Al Puerto se accede desde el mar Argentino por la ruta denominada "Río Paraná de las Palmas", conformada por el Río de la Plata (canal de acceso al Puerto de Buenos Aires, canal Mitre), río Paraná de las Palmas, río Paraná Inferior, o por la ruta "río Paraná Guazú-Paraná Bravo", integrada por el Río de la Plata (canal de acceso al Puerto de Buenos Aires, canal Martín García), río Paraná Guazú, río Bravo, río Paraná Inferior. Aguas arriba, se vincula por los ríos Paraná y Paraguay con Paraguay (Puerto de Asunción), Bolivia (puertos Aguirre, Suárez) y Brasil (Puertos Ladario, Corumba, Cáceres - km 3432 -)
El 2 de septiembre de 2018, en ocasión de una pronunciada bajante del río, reapareció un viejo buque hundido, el "Thor" recostado sobre la costa del río Santa Fe, también denominado Canal de Derivación Sur, frente a Alto Verde, entre el atracadero de los buques petroleros y la toma de agua de la ciudad. Habría sido utilizado por quienes abrieron el Canal de Acceso al Puerto de Santa Fe que conecta con el río Paraná.
El Puerto tiene problemas de escaso calado y distancia respecto a la hidrovía Paraná- Paraguay. En 2011 la entonces presidenta Cristina Fernández de Kirchner inauguró trabajos en la hidrovía, con un proyecto de reconversión del puerto de Santa Fe, que implicaba una inversión de 112 millones de dólares. Llegó incluso a entrar en el Puerto, el 11 de abril de 2011, el primer buque carguero en décadas, el "Sampán", en teoría para realizar trabajos de mantenimiento y cambio de bandera. Sin embargo, el buque permaneció 39 meses sin operar, y recién en 2014 volvió a soltar amarras.
Desde 2017 la justicia investiga las irregularidades en el Ente Administrador durante la gestión de Marcelo Vorobiof, a quien se le adjudicaron obras sin aprobación del Consejo Directivo. Vorobiof fue designado en 2009 para integrar el Consejo Económico y Social de Santa Fe, a través del decreto 1348, con las firmas del intendente Mario Barletta y el entonces Secretario de Gobierno, José Corral. Actualmente es investigado por contratos millonarios y sobreprecios otorgados a políticos del radicalismo y personas cercanas a él.
El Aeropuerto de Sauce Viejo se encuentra a 17 km al suroeste de la ciudad de Santa Fe, a la vera de la Ruta Nacional 11 y de la Autopista Santa Fe-Rosario. Opera regularmente vuelos comerciales de cabotaje, desde y hacia las ciudades de Rosario y Buenos Aires, así como vuelos privados a distintas ciudades del país. El aeropuerto es Internacional a pedido y en temporadas especiales hay vuelos a Punta del Este y Mar del Plata.

### Despliegue de las Fuerzas Armadas
| Unidades de la Guar Ej Santa Fe                | Abreviatura           |
| ---------------------------------------------- | --------------------- |
| Escuadrón de Inteligencia Blindado 2           | Esc Icia Bl 2         |
| Liceo Militar «General Belgrano»               | LMGB                  |
| Compañía de Reserva «Santa Fe»                 | Ca Res Santa Fe       |
| Destacamento de Vigilancia Cuartel «Guadalupe» | Dest Vig Cu Guadalupe |

## Cultura

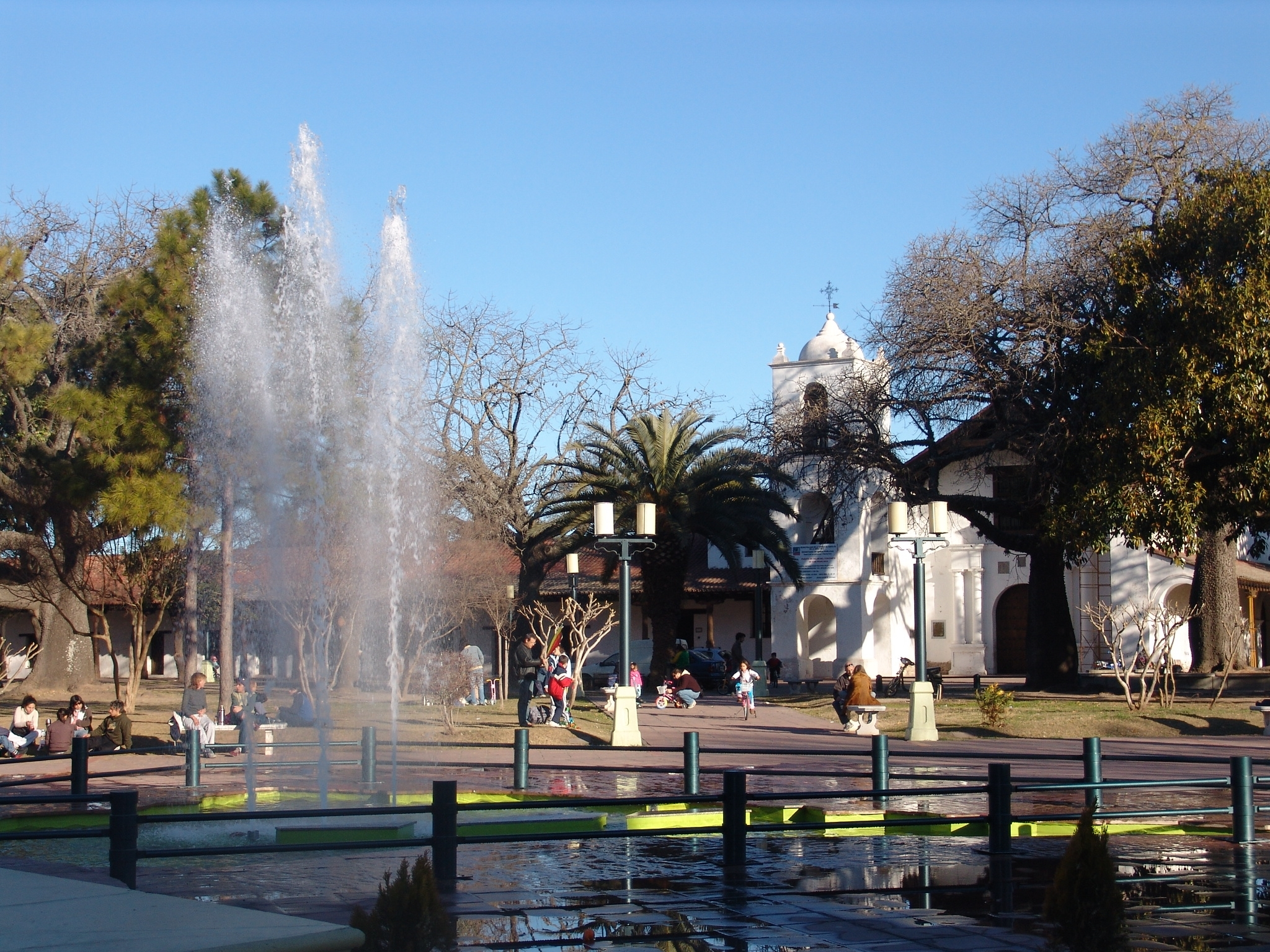
Paseo de las Tres Culturas, Barrio Sur.

Santa Fe es una ciudad histórica. No solo porque es la primera urbanización del Río de la Plata, y en dicha calidad, se constituye también en la primera ciudad–puerto del país, sino porque es heredera de un rico pasado, depositario de tradiciones culturales, sede de acontecimientos históricos de gravitación nacional y motivo causal de su particular identidad urbana.
Posee un Liceo Municipal, además de numerosos teatros como el Teatro Municipal, el Teatro Cacyrano, entre otros.
Santa Fe es Cuna de la Constitución Nacional, y tanto gobiernos como empresas impulsan su reconocimiento como "Ciudad de las Convenciones".
 Posee modernos y amplios espacios habitualmente escenarios de congresos, seminarios y eventos de alcance regional, nacional e internacional que complementan una intensa vida cultural.
Como muchas ciudades latinoamericanas, exhibe patrimonios intangibles y tangibles, que acumulados desde su fundación superpone a los edificios coloniales, los espacios públicos y las arquitecturas derivadas del modelo liberal y luego los modernos, los que, con nuevas formas y sin abandonar la cuadrícula primigenia, terminan por definir el actual perfil urbano en continua movilidad.

### Museos y bibliotecas
La ciudad de Santa Fe cuenta con una gran cantidad de museos, tanto de gestión pública como privada. Entre los provinciales, son destacados el Museo Etnográfico y Colonial Juan de Garay, el Museo Provincial de Bellas Artes Rosa Galisteo de Rodríguez, el Museo Provincial de Ciencias Naturales Florentino Ameghino y el Museo Histórico Provincial Brig. Gral. Estanislao López. Entre los de propiedad municipal o privada, se encuentran el Museo Judío Hinenu, el Museo de Arte Contemporáneo UNL, el Museo Municipal de Artes Visuales Sor Josefa Díaz y Clucellas y el Museo Ferroviario Regional de Santa Fe. Desde el año 2011 el gobierno lleva a cabo una actividad llamada la Noche de los Museos, que reúne en un solo recorrido a los museos y espacios culturales para acercarlos a la población.
Por otro lado, se encuentra en gran cantidad las bibliotecas populares, creadas y conducidas por sus vecinos y asociados. Entre las más conocidas, se reconoce la Biblioteca Municipal Profesor Enrique Muttis, la Biblioteca Pedagógica y Popular Domingo Faustino Sarmiento, y la Biblioteca de la Casa de la Cultura Indo Afroamericana Lucas Fernández, el cual contiene importante información sobre la población negra en Santa Fe.

### Arquitectura
La ciudad tiene una larga y rica historia arquitectónica, empezando por los antiguos restos del Virreinato del Río de la Plata, del cual solo quedan restos arqueológicos, o fragmentos dispersos, como por ejemplo, las ruinas de la Iglesia franciscana, las monedas de curso legal del antiguo virreinato, etc.
Del periodo revolucionario se han conservado numerosos edificios, algunos de ellos muy destacados, la Casa de Gobierno de Santa Fe donde se firmó la Constitución Argentina, la antigua casa Estanislao López, la Basílica Nuestra Señora de Guadalupe, etc. También destacan los palacios construidos por familias adineradas de la ciudad, estructurados alrededor de un patio, como la Casa de los Aldao.

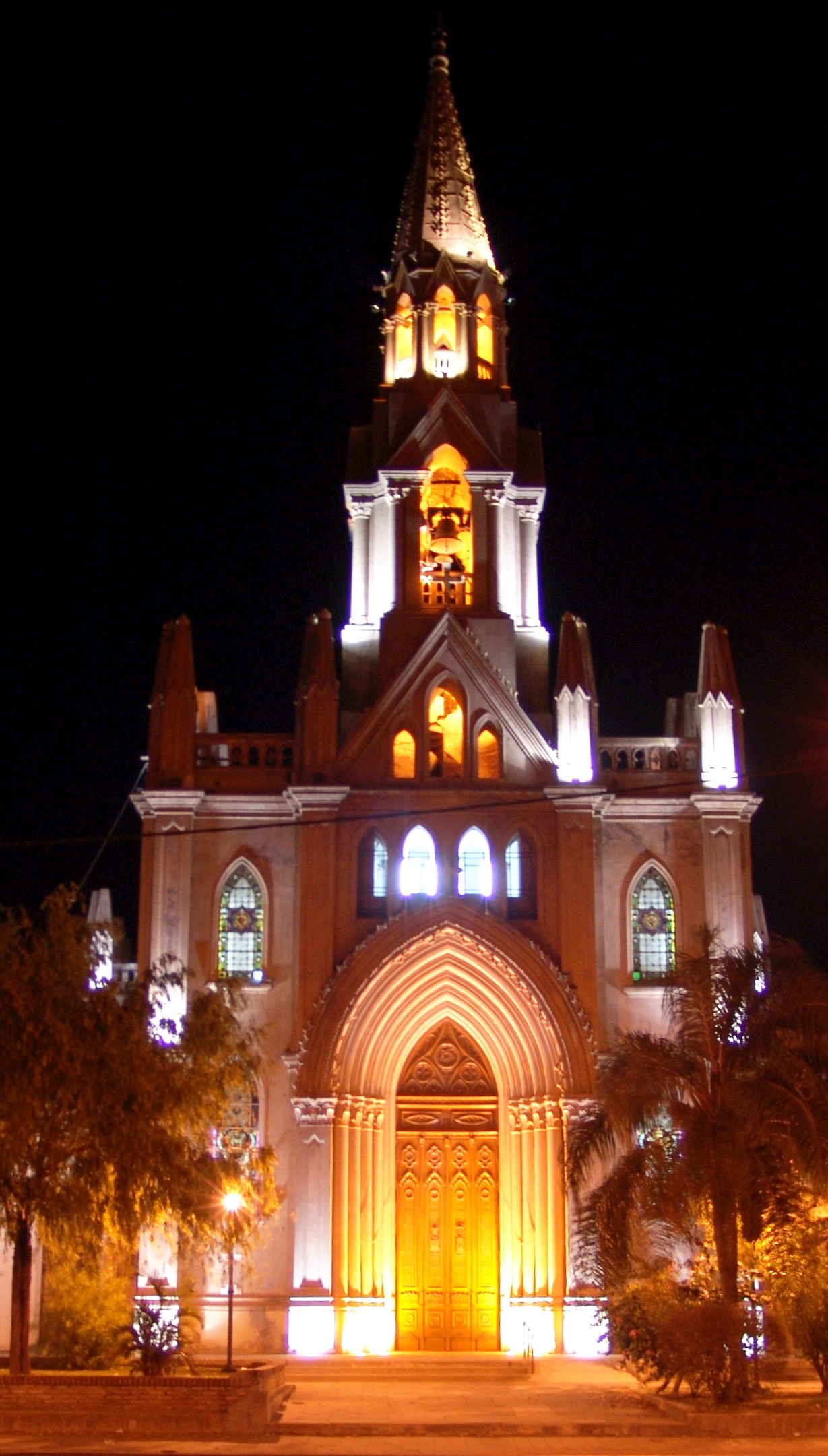
Basílica de Guadalupe, la única iglesia de su tipo en Sudamérica

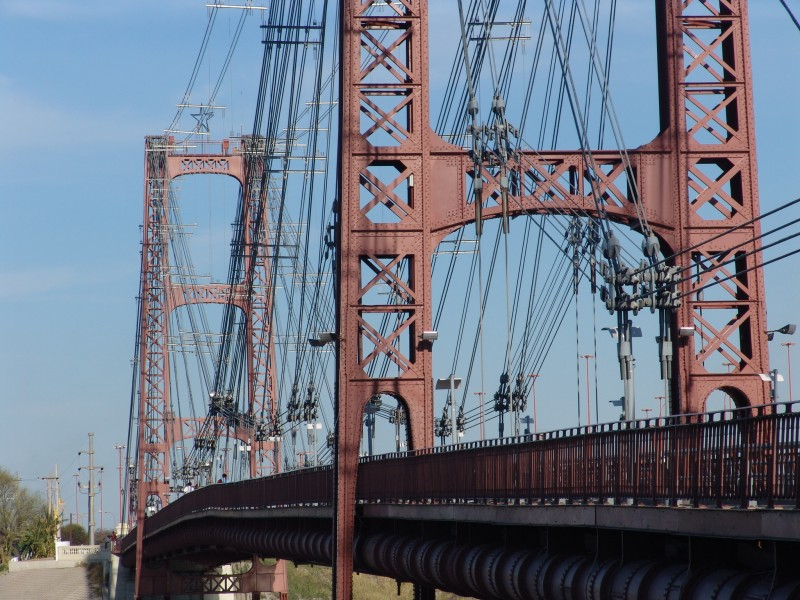
Puente colgante Ing. Marcial Candioti sobre la laguna Setúbal.

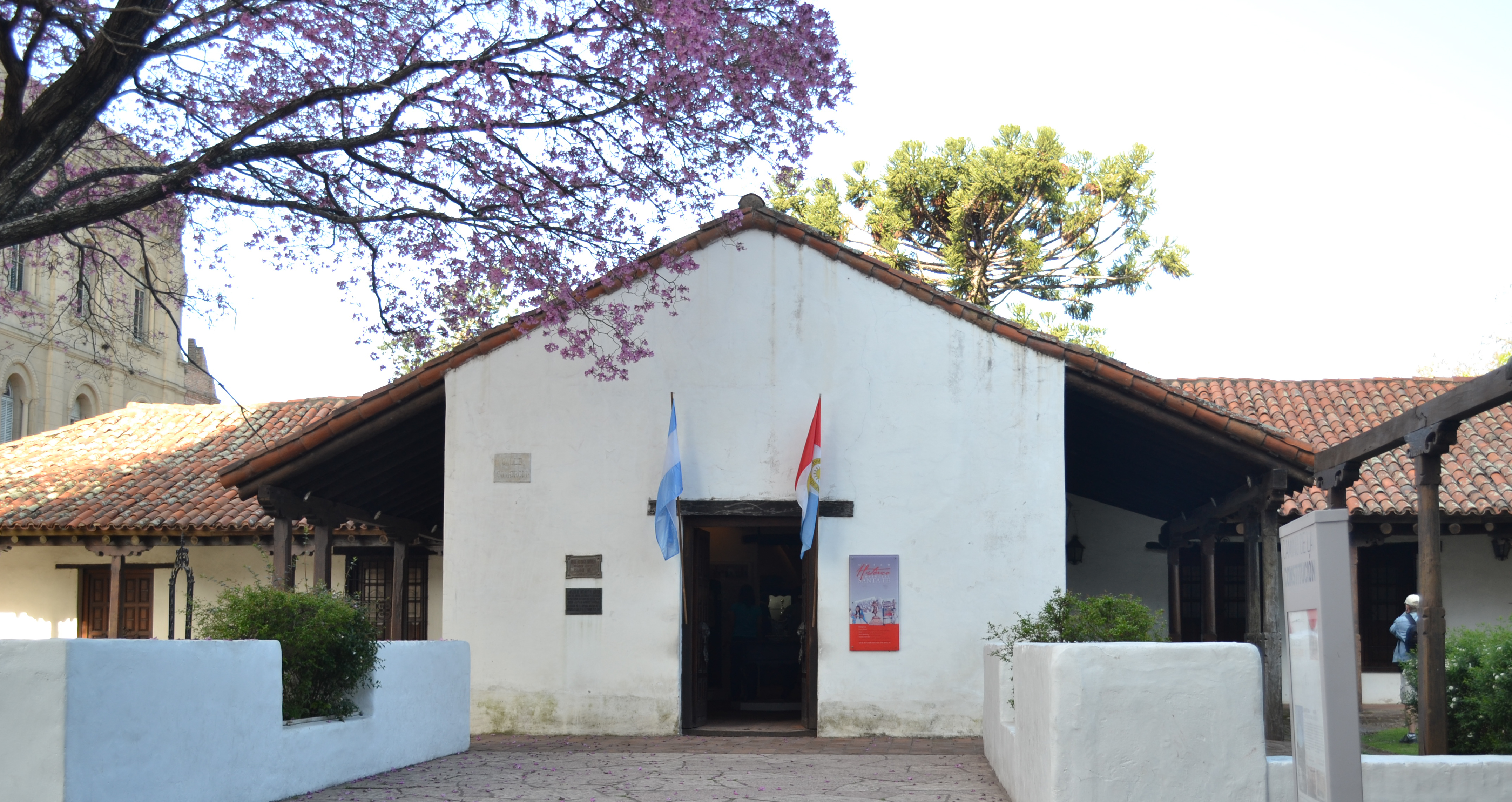
Casa de los Diez de Andino, el edificio civil más antiguo de la Argentina.

El Puente colgante de Santa Fe "Ingeniero Marcial Candioti", es uno de los símbolos más representativos de Santa Fe, es considerado uno de los puentes más bellos de Argentina, por lo que fue declarado Monumento Histórico Nacional a través del decreto 1669/2014.
El edificio civil más antiguo de toda la República Argentina, es la de denominada Casa de los Diez de Andino, exponente de la arquitectura civil del período colonial, hoy convertida en el Museo Histórico Provincial y declarada Monumento Histórico Nacional mediante el decreto 1044/2000 de fecha 9/11/2000 Fue construida en 1662 por Francisco de Oliver Altamirano. A partir de 1767, pasa a ser propiedad del único hijo de Bartolomé, don Manuel Ignacio Diez de Andino, recordado por sus crónicas, muchas de ellas escritas desde esas mismas galerías entre 1815 y 1822.
Este histórico inmueble fue construido a fines del siglo XVII. Hoy es sede de la Junta Provincial de Estudios Históricos de la Provincia de Santa Fe y museo. Es uno de los más antiguos ejemplos de arquitectura doméstica no solo de Santa Fe, sino también de toda la Argentina, merecimiento por el cual desde 1942 es Monumento Histórico Nacional. Historiadores santafesinos indican el origen de la casa hacia 1694, cuando Bartolomé Márquez planteó su construcción, con “sala y dos aposentos cubiertos de paja, con sus puertas y ventanas bien tratados”. Su hijo Juan Antonio Márquez Montiel finalizó la casa, edificando un piso superior y reemplazando la cubierta de paja por otra de tejas.'
Por escritura del 4 de agosto de 1701, consta la imposición de un censo a redimir fundado en "las casas de la morada de mí el dicho sargento mayor Antonio Márquez Montiel", que se describen y se identifica su localización. En ese momento se componían de "sala y dos aposentos cubiertos de paja, con sus puertas y ventanas, bien tratados, edificados en medio solar en la traza de esta ciudad".
Estaban edificadas en medio solar que lindaba al sur y al oeste con solar y sitio de Nicolás de Bustos, y al este con solar de los herederos del capitán Martín de Escobar y casas del alférez Pedro de Leiva. Pocos años más tarde el mismo Márquez Montiel debió emprender importantes obras que mejoraron la casa, reemplazando la cubierta de paja por teja y construyendo una habitación de alto, tal como lo testimonia el dintel de la puerta del balcón. Es decir, siempre y cuando este se hubiera mantenido en su posición original desde ese año y no haya sido objeto de relocalizaciones posteriores. En la madera del aludido dintel aparece la fecha de 1711 labrada en relieve como parte de una inscripción cuyo texto completo reza a modo de invocación: AÑO + IESUS MARIA JOSEHP + 1711.
Habitando en ella Pepita Aldao, la casa fue declarada Monumento Histórico Nacional mediante decreto nro. 112.765 del 04/02/1942, con la denominación de "Casa de los Aldao". Incluida en el Programa del Recuperación Patrimonial de la provincia de Santa Fe, la Casa de los Aldao se reinauguró en la fecha patria del 25 de mayo de 2013.
Tras un período poco relevante arquitectónicamente en la ciudad, se la consideraba una ciudad con poco progreso arquitectónico moderno pero esto cambió a partir de 2006 cuando comenzaron las construcciones de gran altura. Santa Fe después de Buenos Aires, Córdoba y Rosario es la ciudad con más edificios que superan los 12 pisos (50m), hasta el momento el edificio más alto es el Palacio Pellegrini (115 m).

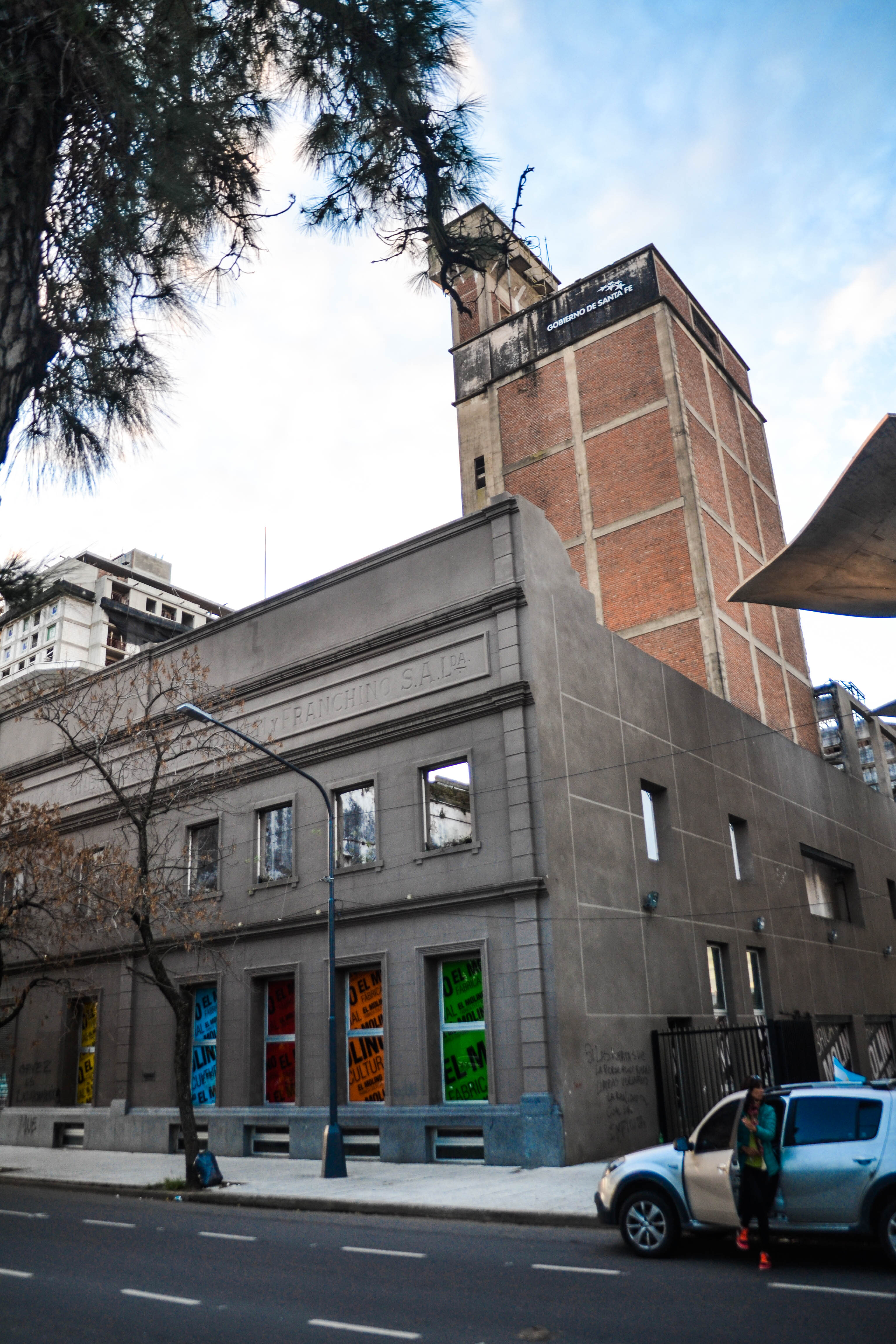
El Molino: Fábrica cultural

El ex complejo industrial harinero fue incorporado al sistema de parques y espacios públicos en 2010, convirtiéndose en una Fábrica Cultural, sitio de desarrollo de actividades didácticas y expositivas, en donde se muestran los procesos de fabricación y acabado de cada producto creado. La fábrica cultural busca la articulación de programas especiales para maestros, estudiantes universitarios, adultos mayores; programas de construcción intergeneracional, vivencial y lúdico para todas las edades; y está abierto al público en general.
Es un espacio de formación, con programas de aprendizaje, proyectos y experimentación, en el que aprendices y tutores trabajan para la inclusión social. Una gran fábrica de objetos, donde máquinas, materiales (madera, resina, vidrio, nuevos, etc.) formas y colores, conviven.

### Gastronomía

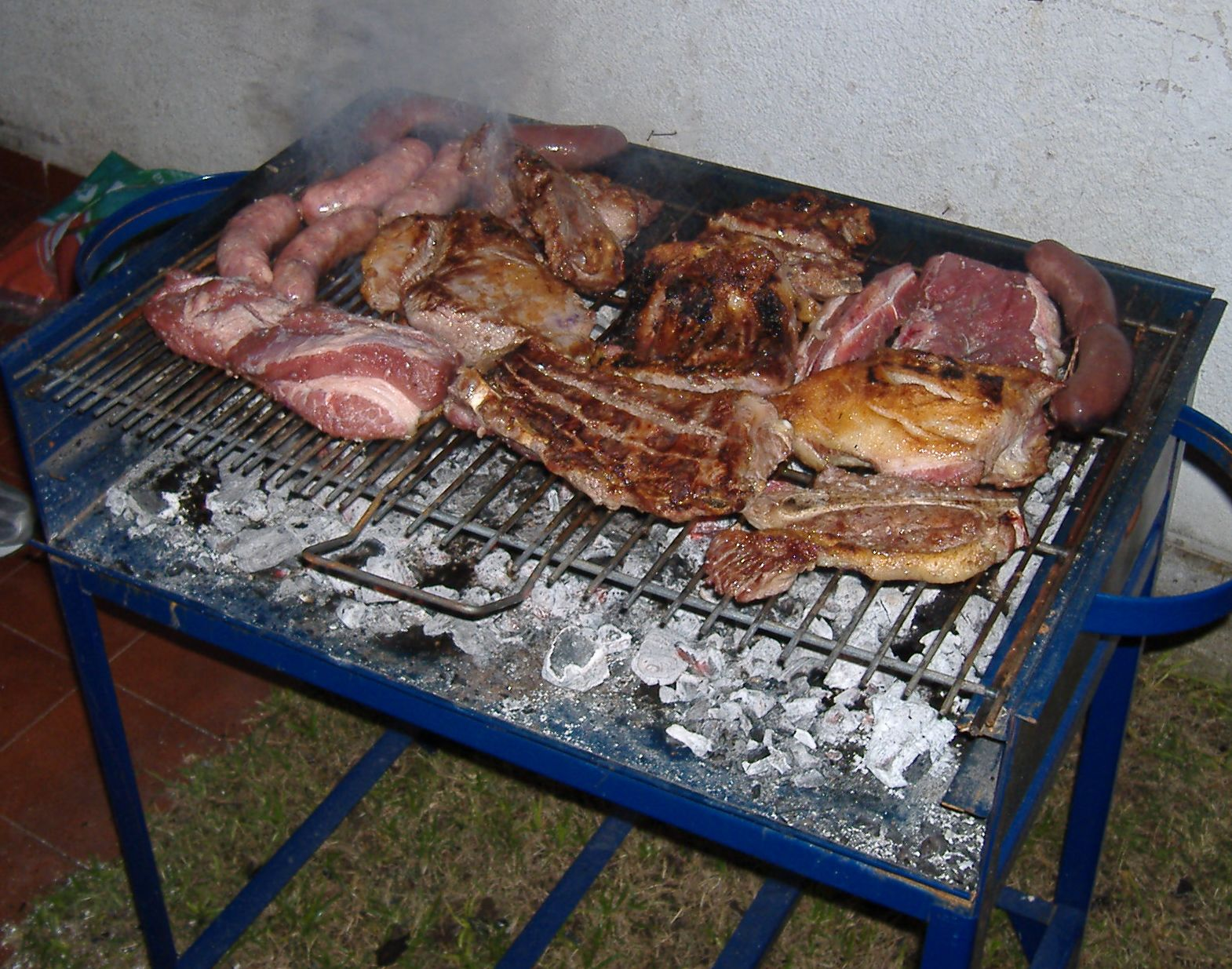
Asado.

La gastronomía de Santa Fe es diversa y amplia, en donde confluyen platos típicos de la región, recetas traídas por los inmigrantes europeos y otras heredadas de las culturas indígenas que habitaron la zona. En la ciudad, rodeada de ríos, se conservó el consumo de pescados de la época colonial. En sus costas existen restaurantes especializados en ofrecer todas sus variantes: pacú, patí, surubí, sábalo, boga y dorado, estimados por su tamaño y sabor, y buscados por los turistas. Las maneras de cocinarlo son muchas, pero la más común es hacerlo a la parrilla con escasos condimentos, mientras otros lo hacen frito o en empanadas. Al igual que en la mayor parte de la Argentina, es habitual encontrarse con reuniones en torno al asado, en especial los días domingo, con sus diferentes aperitivos y acompañamientos, ya sea en asadores de palo o hecho en parrilla.
Aunque en un principio el mate se asoció con el gaucho, entre los siglos XVII y XVIII esta infusión, de origen guaraní, llegó a ser un recurso fundamental para la sociedad santafesina, ya sea económica y socialmente, con su incorporación en el desayuno y a la hora de la siesta. Con el pasar de los tiempos, fue cambiando el recipiente, la bombilla y la forma de preparado, pero la esencia sigue intacta, protagonizando noches de vela y de estudio, rondas de amigos, horas de trabajo, viajes y encuentros junto al río. Luego, le siguen el té, el chocolate y el café. El té, proveniente de China, se convirtió en el centro de las reuniones importantes y tertulias en la segunda mitad del siglo XIX. El café, originario de Etiopía, se volvió la principal ingesta en los bares que iban surgiendo; mientras el chocolate tiene más adeptos entre los niños. En los últimos tiempos, se popularizó el tereré, una variante fría del mate de origen paraguayo, tomado sobre todo en la época calurosa del verano.

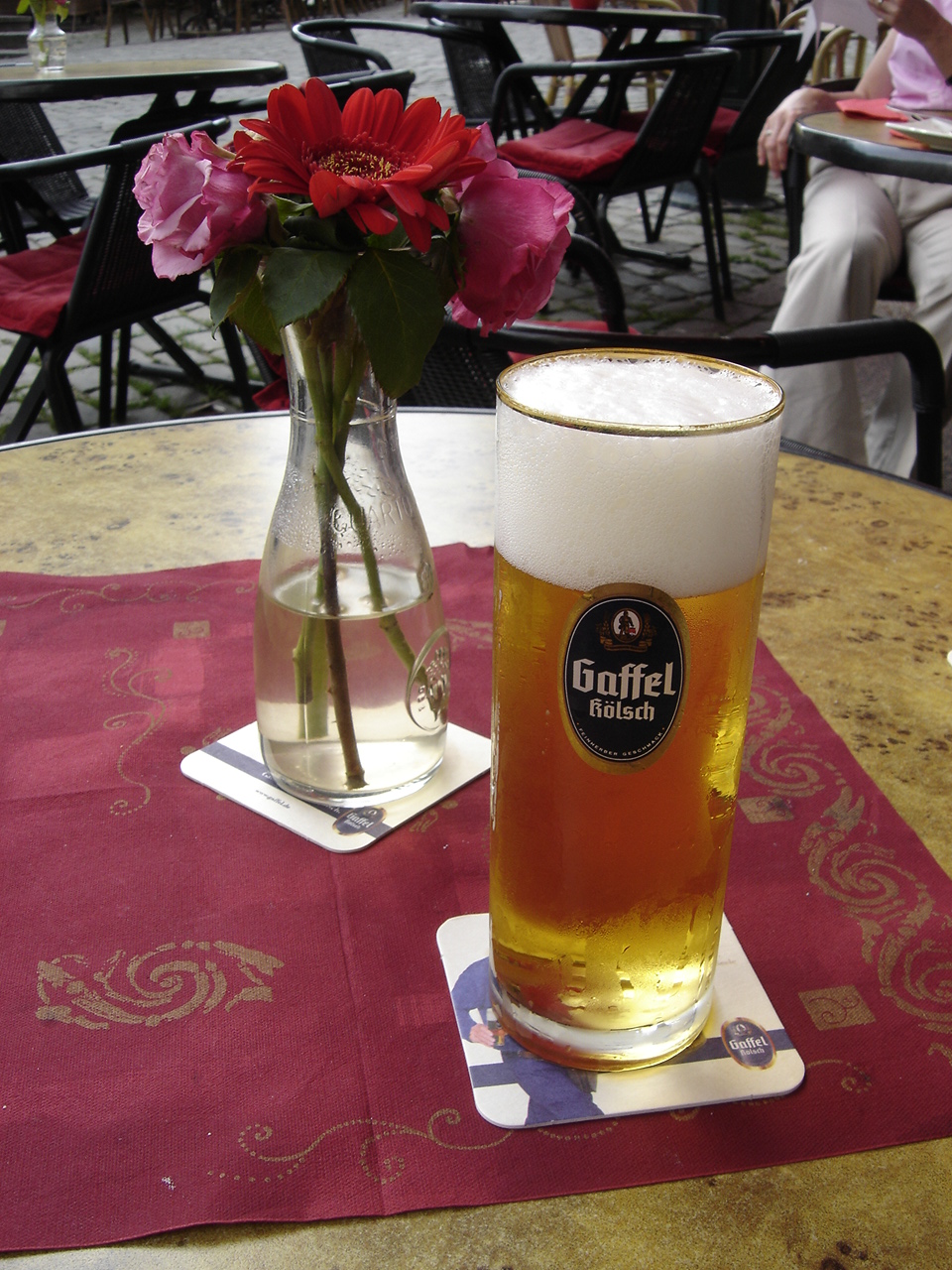
Un tradicional liso.

La cerveza, que llegó con los inmigrantes alemanes del siglo XIX, se ha convertido
en un símbolo de la ciudad. Con la instalación de la Cervecería Santa Fe en 1912 y de la Cervecería Schneider en 1931, la cerveza se impuso en los bares, restaurantes y en los nuevos “patios cerveceros”. En ellos lo habitual, entre amigos o con la familia, es la picada y el liso, una medida de cerveza fresca no pasteurizada que debe consumirse en no más de 45 días, presumiblemente creada por el maestro cervecero Otto Schneider. El 11 de diciembre de 2014 el liso fue declarado Patrimonio Cultural de Santa Fe, siendo esta la primera vez que se sancionó en el Concejo a una tradición, en uso, como patrimonio cultural inmaterial.
El alfajor santafesino, relleno con dulce de leche y cubierto con un glaseado de azúcar, es un clásico de la panadería santafesina, con la antigua receta de masa hecha con gran cantidad de yemas y cubierta con un espeso glaseado, que los diferencia de los alfajores norteños, cordobeses o marplatenses. Desde 1851 se fabrica en la ciudad el primer alfajor del país, cuando Hermenegildo Zuviría, apodado "Merengo" por el uso de tradicionales delantales blancos parecidos a un merengue, inauguró uno de los primeros boliches de la ciudad de Santa Fe. En la planta baja del boliche, Zuviría creaba el alfajor, mientras que en el piso superior, los constituyentes Delfín Huergo, Juan María Gutiérrez y José Benjamín Gorostiaga, daban forma a la Constitución Nacional Argentina. Hoy en día, Merengo se ha vuelto un símbolo de la ciudad.
Otras recetas de la gastronomía propia son el locro de trigo o maíz (sobre todo en fiestas patrias), empanadas, guisos de carne o de garbanzos, puchero y la torta frita. Desde la segunda mitad del siglo XX, se popularizó la tradición de tomar caña con ruda el 1 de agosto de cada año, acto que se hace especialmente en el Almacén Verona.
Dentro de la gastronomía de influencia inmigrante, se puede apreciar la italiana (principalmente del norte de Italia), que trajo la pizza, los ravioles, los tallarines, los ñoquis, los canelones, la milanesa, el vitel toné y la polenta, entre otras comidas. También fue importante el aporte español (turrón duro, madrileños, hojaldres), francés (civet de conejo, crêppes, blanquette de veau), alemán (embutidos, salchichas, leberwurst, torta alemana de Esperanza) y sirio-libanés (kibbeh, sfihas, "niños envueltos").

### Música

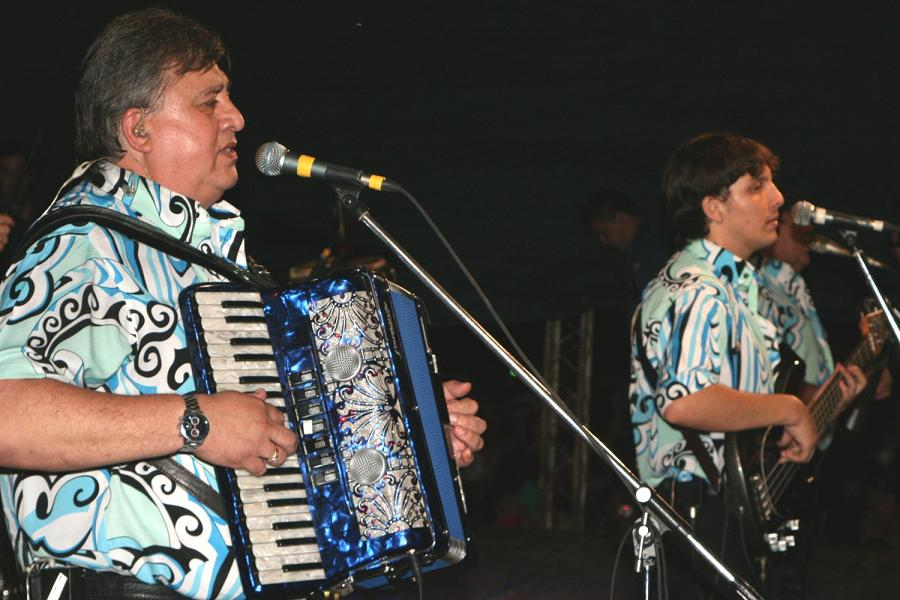
Marcos Camino, acordeonista de Los Palmeras, grupo emblemático de Santa Fe.

Santa Fe es reconocida nacional e internacionalmente por ser la cuna de la cumbia santafesina, nacido en la década de 1970 de la mano de Los Palmeras, la banda emblemática de la ciudad, y los Cumbiambas, siendo, en un principio, una variante de la cumbia colombiana introducida al país por el Cuarteto Imperial y otros grupos. Se distingue por usar, como instrumentos principales, el acordeón, tomado de la cumbia colombiana, y la guitarra, introducida por el grupo Los del Bohío.
El 5 de noviembre se celebra el día de la cumbia santafesina, en conmemoración del fallecimiento del productor Martín "Chani" Robustiano Gutiérrez, quien fuera el que reunió los fondos para que estas bandas pudieran grabar. Otras bandas importantes en este ámbito son Grupo Alegría, Grupo Cali, Grupo Trinidad y Sergio Torres y los Dueños del Swing, y como solistas se destacan Coty Hernández y Leo Mattioli, máximo exponente de la cumbia romántica santafesina.
A partir del final de la década de 1960, al igual que en muchos centros urbanos del país, surgió el Rock Nacional, siendo claves en Santa Fe sus primeras bandas, Alma Pura, Bichos de Candy, Them y Virgem, siendo hoy un estilo que abarca a muchas bandas de la ciudad.
La ciudad es también el hogar de trombonanza, el curso de perfeccionamiento para trombonistas, eufonistas y tubistas más importante de Sudamérica en la cual se reúnen cada año decenas de músicos de todo el mundo.

### Lengua
Santa Fe es uno de los principales centros urbanos en donde se habla el dialecto castellano rioplatense. El «castellano santafesino», aunque no se diferencia substancialmente de las otras variantes del mismo dialecto, presenta particularidades fácilmente reconocibles por los hispanohablantes de los otros grandes centros urbanos de la región. Una de las características más notables de la lengua de la zona de Santa Fe y de Rosario es el proceso de aspiración y desaparición de la -s, muy intenso en ambas ciudades, a tal punto, que se lo considera una de las características más notables del castellano de la zona.
Al igual que en Buenos Aires, el voseo es pronominal y verbal. El pronombre tú y sus formas verbales asociadas son inexistentes (a diferencia de la variante montevideana).
En Santa Fe no existe la tendencia porteña a añadir una -s al final de las formas verbales de la 2.ª persona del singular (vos fuistes, vos vinistes). Existen también diferencias de entonación, siendo la santafesina capitalina y la rosarina las generalmente más neutras o monótonas que la de las variantes porteñas.
Asimismo, aunque el léxico santafesino es similar al porteño, existen muchos términos y expresiones idiomáticas que Santa Fe comparte con el resto del interior del país y no con la capital, así como también aquellos que son propios de la ciudad, tanto del habla formal como informal, que no obstante, son más notorios en las jergas locales.
Ejemplos:
| Santa Fe y su región metropolitana        | Ciudad Autónoma de Buenos Aires y su región metropolitana | España                    | Significado                                                    |
| ----------------------------------------- | --------------------------------------------------------- | ------------------------- | -------------------------------------------------------------- |
| Costeleta                                 | Bife de costilla                                          | Chuleta                   | Corte de carne con hueso de las costillas del animal.          |
| Entrecorte                                | Bife de chorizo                                           | Entrecot                  | Corte vacuno.                                                  |
| Gastos centrales                          | Expensas                                                  | Gastos de comunidad       | Gastos comunes de un edificio.                                 |
| Pororó                                    | Pochoclo                                                  | Palomitas de maíz         | Maíz inflado.                                                  |
| Carlito                                   | Tostado con salsa de tomate (kétchup)                     | Bocadillo (Sándwich)      | Sándwich tostado (generalmente de jamón cocido y queso dambo). |
| Remo                                      | Submarino                                                 | Colacao                   | Bebida a base de leche y chocolate amargo.                     |
| Porrón                                    | Cerveza                                                   | litro de cerveza          | Bebida alcohólica, no destilada, a base de granos de cebada.   |
| Sacar mano                                | Sacar el cuero                                            | Poner verde (a alguien)   | Desmerecer las acciones o conducta de alguien.                 |
| Tocada                                    | Mancha                                                    | Pilla-pilla               | Juego infantil.                                                |
| Liso                                      | Chopp                                                     | Chopp                     | Medida de cerveza.                                             |
| Ratearse                                  | Hacerse la rata                                           | Hacer pellas (o novillos) | No presentarse a clases (un alumno).                           |
| Choro                                     | Chorro                                                    | Caco                      | Forma coloquial para designar a un ladrón.                     |
| Masita                                    | Galletita                                                 | Galleta                   | Pequeño trozo de pasta dulce.                                  |
| Masa                                      | Factura                                                   | Bollo (un tipo de)        | Un pedazo de masa dulce.                                       |
| Praliné                                   | Garrapiñada                                               | Garrapiñada               | Cacahuete o maní cubierto de azúcar                            |
| Colectivo (abreviado coloquialmente cole) | Colectivo, Bondi                                          | Microbús                  | Colectivo de corta distancia                                   |
| Colectivo, Ómnibus                        | Ómnibus, Micro                                            | Bus                       | Colectivo de larga distancia.                                  |
| Vago                                      | Chabón                                                    | Tío                       | Sujeto masculino, muchacho                                     |
| Puñete                                    | Piña, Trompada                                            | Puñetazo                  | Golpear de puño a alguien                                      |

Como segundas lenguas, el inglés (con un buen nivel de enseñanza) representa un gran porcentaje, y, por detrás, el italiano, el alemán, el francés y el yiddish.

### Religión

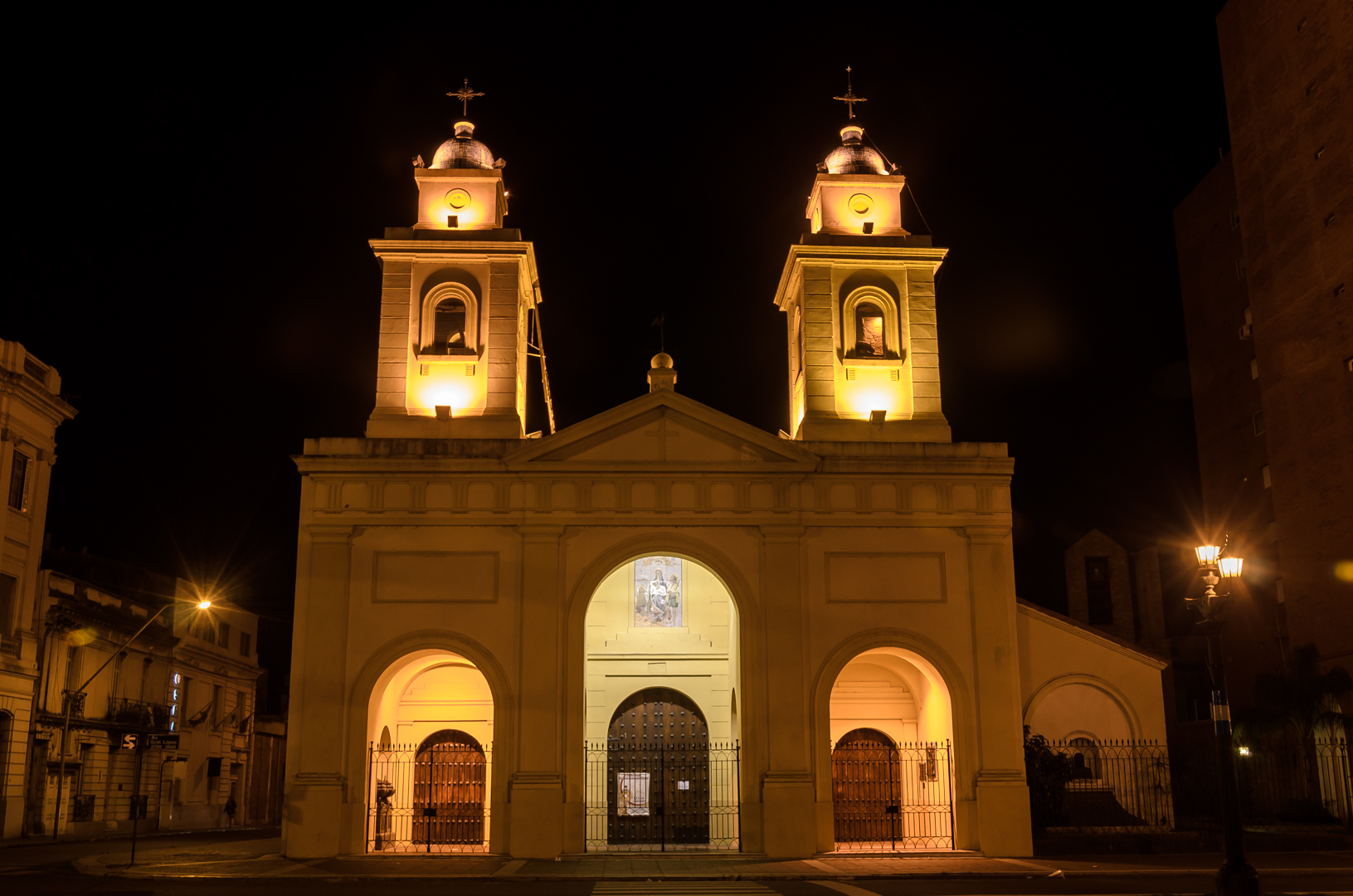
Catedral metropolitana Todos los Santos, existente desde 1649.

Al igual que en todo el país, la libertad de culto del habitante santafesino está garantizado por el artículo 14 de la Constitución Nacional, aunque el Estado reconoce un carácter preeminente a la Iglesia católica que cuenta con un estatus jurídico diferenciado respecto al del resto de iglesias y confesiones.
Según la encuesta proporcionada por el CONICET respecto a la situación religiosa de acuerdo a las diferentes regiones argentinas en 2008, Santa Fe, al ser parte de la Región Centro de la Argentina tiene una mayoría católica con un 79,2 % pero es la tercera región más atea con el 9,4 %. Asimismo se resalta que es la segunda zona donde se hallan más adeptos mormones y testigos de Jehová con el 2,7 % de la población.
La mayor parte de los santafecinos de la capital se declaran profesantes de la religión católica, aunque existen otras denominaciones cristianas de relevancia, como numerosas iglesias evangélicas. En esta ciudad está establecida la sede central de la Iglesia Evangélica Asamblea Cristiana Dios es Amor, que tiene presencia en todo el territorio nacional y países extranjeros, sumando un aproximado de 1500 sedes y cientos de miles de miembros agrupados en la Federación Asamblea Cristiana. 
El arzobispo de Santa Fe actualmente es el moseñor Sergio Fenoy, quien además ocupa el cargo de Presidente de la Comisión Episcopal de Fe y Cultura de la Conferencia Episcopal Argentina. Su iglesia matriz es la Catedral metropolitana Todos los Santos, y cuenta con otras 34 parroquias más, además de un seminario, capillas, monasterios y colegios. El patrono de la ciudad es San Jerónimo (30 de septiembre), y el vicepatrono es San Roque (16 de agosto).
La comunidad judía tiene una presencia importante en la provincia, lo cual también se refleja en la ciudad, principalmente por la Comunidad Israelita de Santa Fe, y el Círculo Israelita Macabi, además de contar con su sinagoga y su propio cementerio, al lado del municipal.

## Medios de comunicación
Prensa escrita
En Santa Fe se editan los diarios El Litoral (el de mayor tirada, fundado en 1918) y Uno de Santa Fe. La ciudad tuvo una gran actividad de prensa en el pasado, y destacan diarios fuera de circulación como El Santafesino (1877 a 1886), Nueva Época (1886 a 1923), Santa Fe (1911 a 1943), El Imparcial (1914 a 1928) y El Orden (1927 a 1955), entre otros.
Otros medios digitales de gran importancia son Aire de Santa Fe, Sin Mordaza y CFIN Noticias.
Televisión
En Santa Fe se reciben 17 canales por el sistema de Televisión Digital Terrestre. Asimismo Telefe Santa Fe, Canal 3 y Canal 9 Litoral también se emiten por la banda VHF.
Algunos proveedores de televisión por cable son Flow/Cablevisión, Cablevideo y Gigared. Entre los canales de televisión por cable destacan Cable y Diario, operado por el diario El Litoral, Veo Santa Fe y Somos Santa Fe.
Radios AM/FM
AM
- LRA14 Radio Nacional (AM 540)
- LT10 Radio Universidad (AM 1020)9
- LT9 Radio Brigadier López (AM 1150)

FM
- Cadena Tropical (87.5 MHz)
- En la Mira (87.7 MHz)
- Cadena OH Santa Fe (87.9 MHz)
- La Nueva Alianza (88.3 MHz)
- ATER (88.9 MHz)
- CAMCO (Comunitaria) (89.3 MHz)
- Refugio (Comunitaria) (89.9 MHz)
- Radio de Noticias (90.1 MHz)
- Líder (90.5 MHz)
- Red Aleluya Santa Fe (90.7 MHz)
- Aire de Santa Fe (91.1 MHz)
- Sol (91.5 MHz)
- Rivadavia Santa Fe (91.9 MHz)
- Láser (92.5 MHz)
- Activa (Comunitaria) (93.1 MHz)
- Espacial (93.3 MHz)
- Cadena Energy (93.5 MHz)
- Onda Horizonte (94.1 MHz)
- Cultura (Comunitaria) (94.3 MHz)
- Retro (94.5 MHz)
- Concierto (94.7 MHz)
- Comunidad Fan (94.9 MHz)
- Fantasía (95.3 MHz)
- Milenium (95.5 MHz)
- Del Este (Comunitaria) (95.7 MHz)
- Más (95.9 MHz)
- Luna (96.1 MHz)
- Eme (96.3 MHz)
- Radio Gol (96.7 MHz)
- Zero (96.9 MHz)
- Monumental (97.1 MHz)
- Nostalgia (97.3 MHz)
- Cristal (97.5 MHz)
- Conexión (97.7 MHz)
- La Tropi (97.9 MHz)
- Mega Santa Fe (98.3 MHz)
- Cadena OH (98.5 MHz)
- Popular (98.7 MHz)
- CUEC (98.9 MHz)
- LRI712 Radio Mitre Santa Fe (99.3 MHz)
- Familia (99.5 MHz)
- Halley (99.7 MHz)
- Radio 99 (99.9 MHz)
- Radio 10 (100.1 MHz)
- La Tropi (100.3 MHz)
- Galeno (100.7 MHz)
- Chalet (Comunitaria) (100.9 MHz)
- Radio Show (101.1 MHz)
- RCV Santa Fe (101.3 MHz)
- LRI752 Cadena 3 Santa Fe (101.7 MHz)
- LRI315 Radio María Santa Fe (102.1 MHz)
- El Observador Santa Fe (102.5 MHz)
- LRA314 Radio Nacional (102.9 MHz)
- Compacto (103.3 MHz)
- LRI418 La X (LT10) (103.5 MHz)
- Comunitaria Los Alisos (103.7 MHz)
- CNN Radio Santa Fe (104.3 MHz)
- La 100 (104.9 MHz)
- Hot (105.1 MHz)
- Taller (Escolar) (105.3 MHz)
- LT9 (105.5 MHz)
- Ibiza (105.9 MHz)
- La Red (106.3 MHz)
- Cadena Sol (106.5 MHz)
- Selva Tropical (106.9 MHz)
- Ochava Roma (Comunitaria) (107.1 MHz)
- REC (107.3 MHz)
- Vida Santa Fe (107.9 MHz)

## Deportes

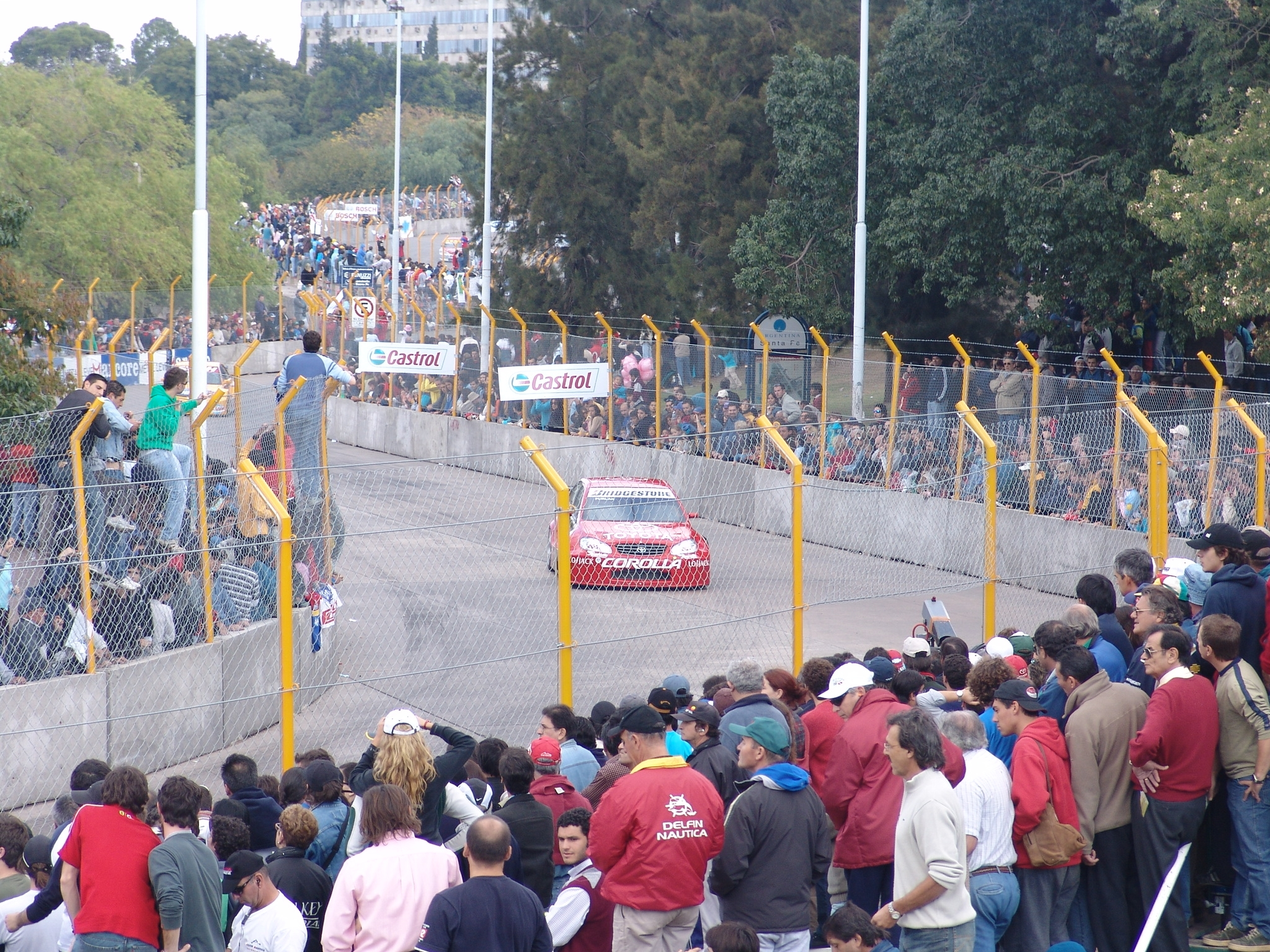
TC2000 de Santa Fe en 2006.

Tal como se da en muchas ciudades argentinas, el fútbol es por lejos el deporte más importante en cuanto a la cantidad de adeptos y el movimiento económico generado a su alrededor. Los clubes de fútbol más importantes son: el Club Atlético Unión, fundado el 15 de abril de 1907 (actualmente en Primera División), y el Club Atlético Colón (actualmente en la Segunda División del fútbol argentino) fundado el 5 de mayo de 1905, también el agregado Club Atlético Gimnasia y Esgrima de Ciudadela fundado el 23 de agosto de 1941.y el Club Sportivo Guadalupe fundado el 6 de mayo de 1934 El clásico de la ciudad es entre Unión y Colón (Clásico Santafesino).
Cabe destacar, que en otro deporte, más precisamente en el básquet; en el club Unión jugó Mario Elie, quién sería posteriormente tricampeón de la NBA (1994, 1995 y 1999).
El rugby en Santa Fe es el segundo deporte con más popularidad y en el mismo se encuentra el equipo de Los Siríri que participa en la Primera División del Campeonato Argentino de Rugby. También existe un Centro de Alto Rendimiento Deportivo (CARD) donde pueden realizarse las distintas disciplinas de atletismo, así como un círculo de tiro. Desde el año 2006, se corre el Gran Premio de Santa Fe, una carrera callejera de automovilismo donde participa el Turismo Competición 2000.
La ciudad cuenta también con ciclovías y circuitos para correr, como el que circunvala el Parque General Manuel Belgrano (Parque del Sur), el paralelo a la calle Vélez Sársfield, los del Parque Garay, etc.
Una de las competiciones más importantes del mundo que se disputan en Santa Fe es la Maratón Santa Fe-Coronda, una competición anual que se disputa desde 1961.
Santa Fe es capital del kayakismo, por sobre otros deportes náuticos, dada la gran afluencia de deportistas amateurs y palistas profesionales que surgen de esta zona, y la gran variedad de modelos de kayaks que los deportistas utilizan gracias en gran medida a los astilleros locales.
Dentro del deporte santafesino hay que destacar el Tenis Criollo, un juego muy similar al Tenis inglés, este deporte nació en la Santa Fe Capital por los años '40.
Inaugurado en 1928, el Hipódromo de Las Flores fue ganando un lugar de privilegio dentro del mapa turístico del litoral, gracias al esfuerzo del Jockey Club Santa Fe. Dentro de la programación del Hipódromo de Las Flores, el clásico Carlos Pellegrini, su prueba de mayor jerarquía, surge como un cotejo de generaciones sobre la severa distancia de dos mil cuatrocientos metros. Centro de atracción al que llegan permanentemente buenos caballos de Buenos Aires -y del que también surgen otros que triunfan en los hipódromos Selectivos.

### Eventos internacionales
Santa Fe fue subsede de varias competencias internacionales las cuales fueron:
| Evento                                           | Designación |
| ------------------------------------------------ | ----------- |
| Juegos Suramericanos de 1982                     | Subsede     |
| Panamericano Junior de Atletismo 1989            | Sede        |
| Campeonato Mundial de Baloncesto de 1990         | Subsede     |
| Panamericano Junior de Atletismo 2001            | Sede        |
| Campeonato Mundial de Voleibol Masculino de 2002 | Subsede     |
| Mundial Juvenil de Rugby 2010                    | Sede        |
| Copa América 2011                                | Subsede     |

| Predecesor: Cochabamba | Ciudad Sudamericana Junto a Rosario 2026 | Sucesor: Por definir |

## Turismo

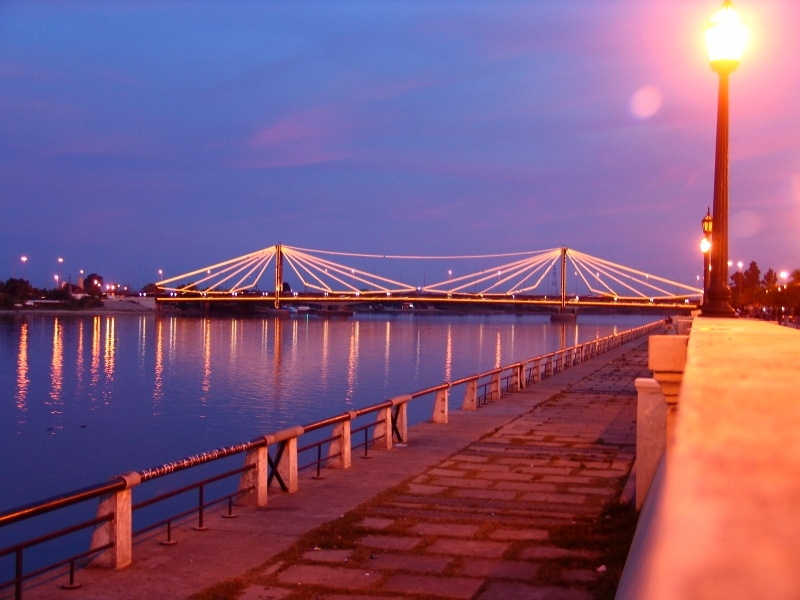
Postal típica de Santa Fe, con el Puente Colgante iluminado sobre la laguna Setúbal, visto desde la Costanera Oeste.

Argentina es el país más visitado de todo Sudamérica, y la ciudad de Santa Fe ha logrado incrementar su número de turistas al pasar los años. Según datos del 2016, 14 000 turistas registrados han pasado por la ciudad, sin contar con todos los visitantes que no pasan por los centros de información, con más del 40 % quedándose en algún hotel un promedio de 1,5 a 2,8 noches, siendo este un promedio elevado para las ciudades de la región, según estadísticas del 2017.
Algunos de los sitios más antiguos y pintorescos se encuentran en el Barrio Sur, estando en él la Casa Gris, el Teatro Primero de Mayo y varios de los museos de la ciudad, como el Museo Etnográfico y Colonial Juan de Garay, el Convento de San Francisco y el Museo Provincial Rosa Galisteo de Rodríguez. Otro centro turístico en la ciudad, emplazado en el mismo barrio, es la peatonal San Martín, con cientos de locales comerciales, donde se ubica el Teatro Municipal de Santa Fe.
Como foco moderno de la ciudad, se encuentra el Complejo Puerto Ribera, que cuenta con La Ribera Shopping, el Casino Santa Fe y el Hotel Los Silos, los cuales son un importante centro de entretenimiento, espectáculos y gastronomía. Además, cuenta con una gran cantidad de restaurantes, bares y locales bailables, entre los cuales tiene mucha fama el liso.
Entre los sitios naturales más llamativos de la ciudad, se encuentran la costaneras Este y Oeste, que rodean a la laguna Setúbal, unidas por el Puente Colgante; el Parque Juan de Garay, con sus lagos e islas artificiales, y la Reserva Ecológica Ciudad Universitaria, un espacio verde protegido lindero de la Universidad Nacional del Litoral, entre otros.
Parte de las actividades compatibles con el turismo que se desarrollan en Santa Fe son la pesca deportiva, esquí acuático, windsurf, kitesurf, canotaje, safaris, avistaje de flora y fauna, caminatas y cabalgatas por las islas.

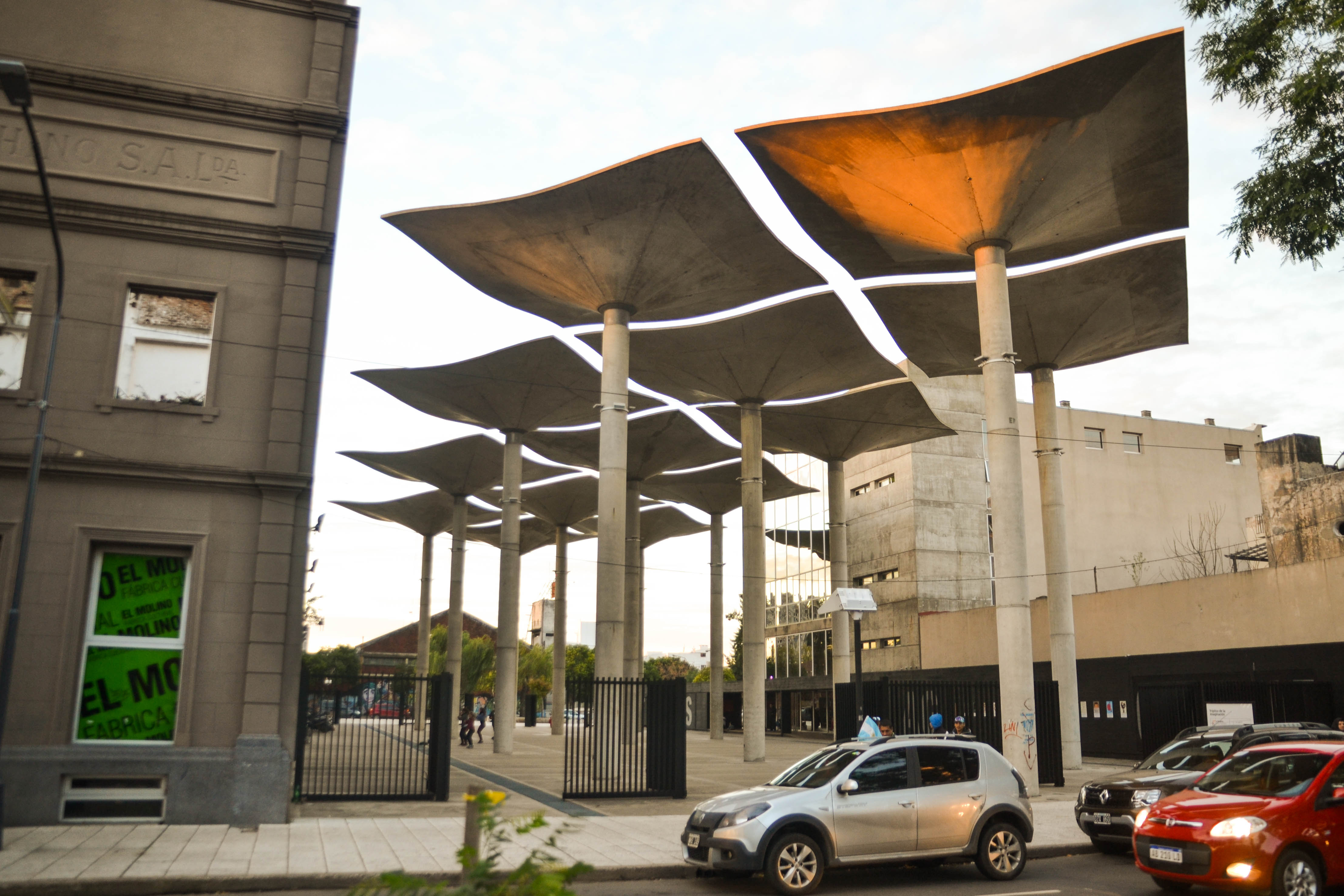
El Molino Franchino, fábrica cultural desde 2010
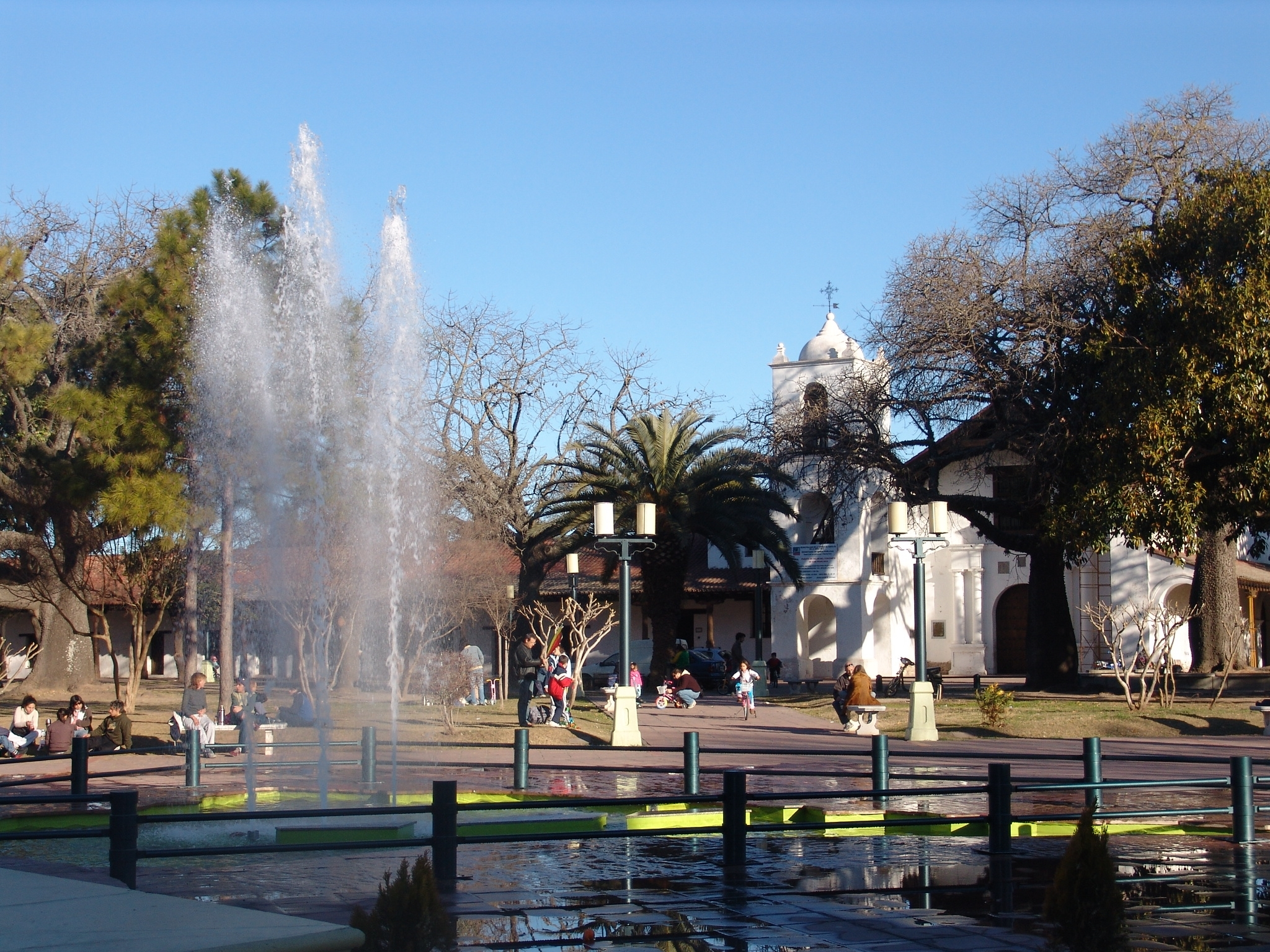
Plaza de las Tres Culturas, donde se encuentran varios museos.
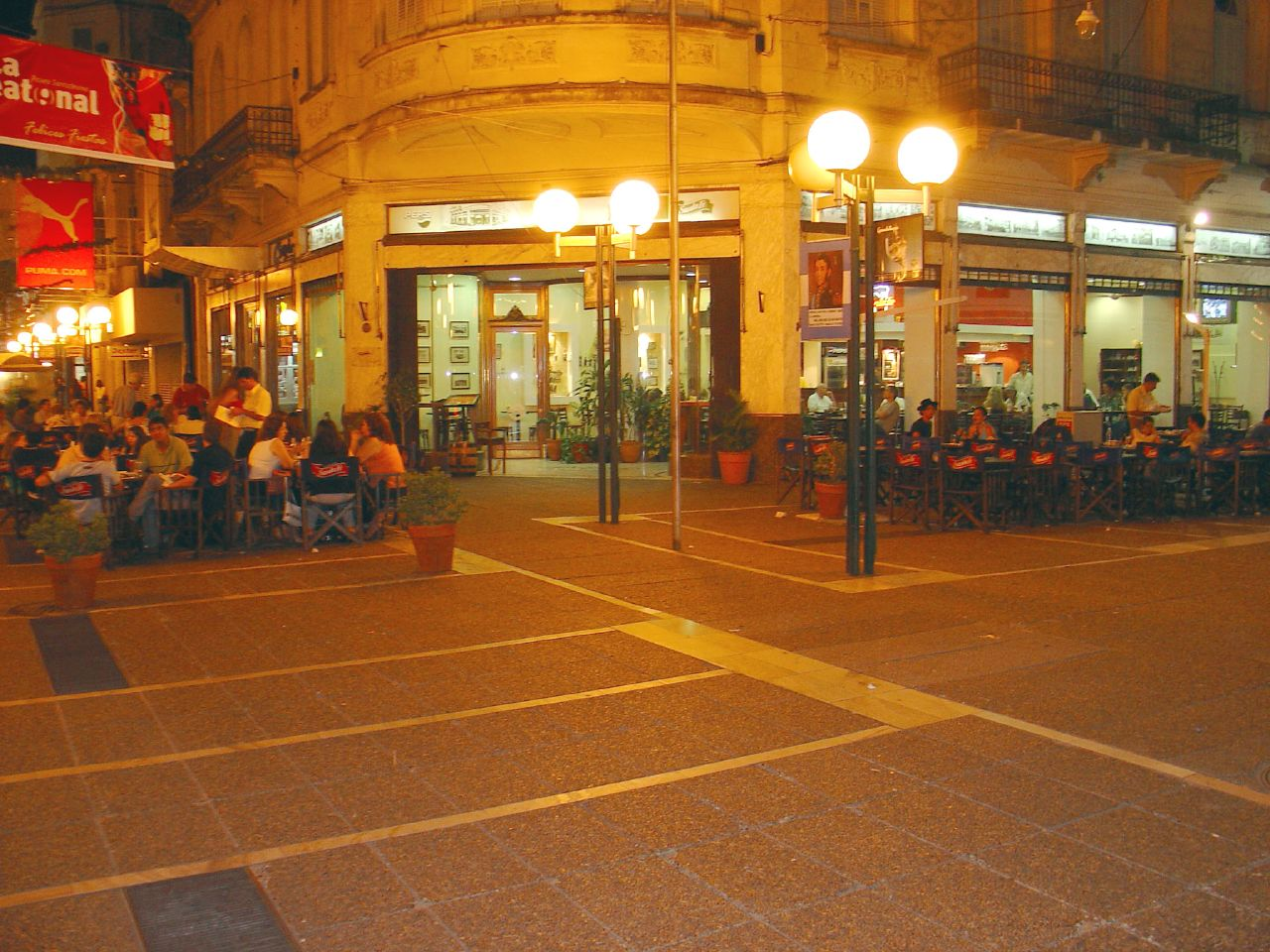
Vista nocturna de un bar en la peatonal San Martín
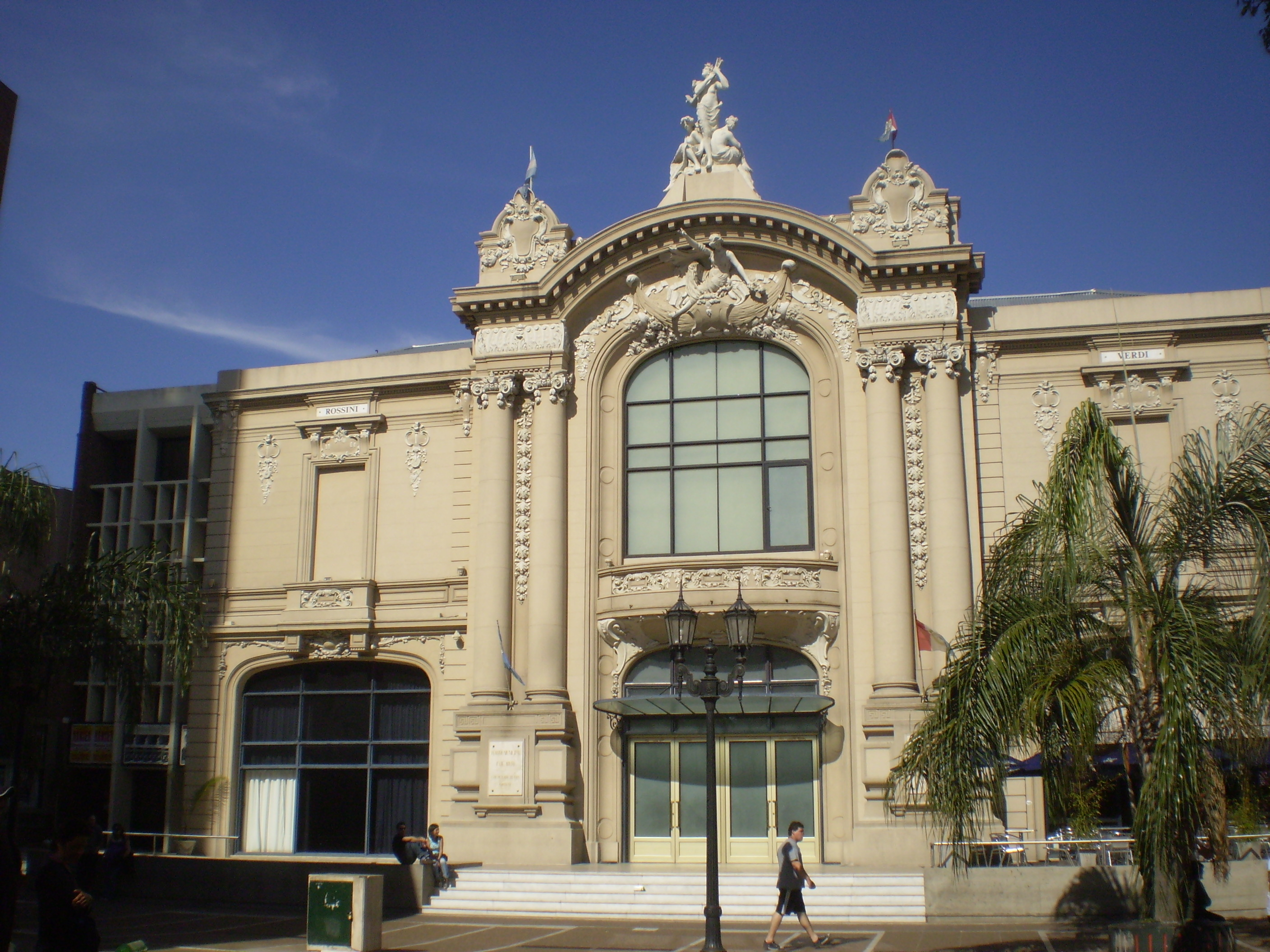
El Teatro Municipal de Santa Fe
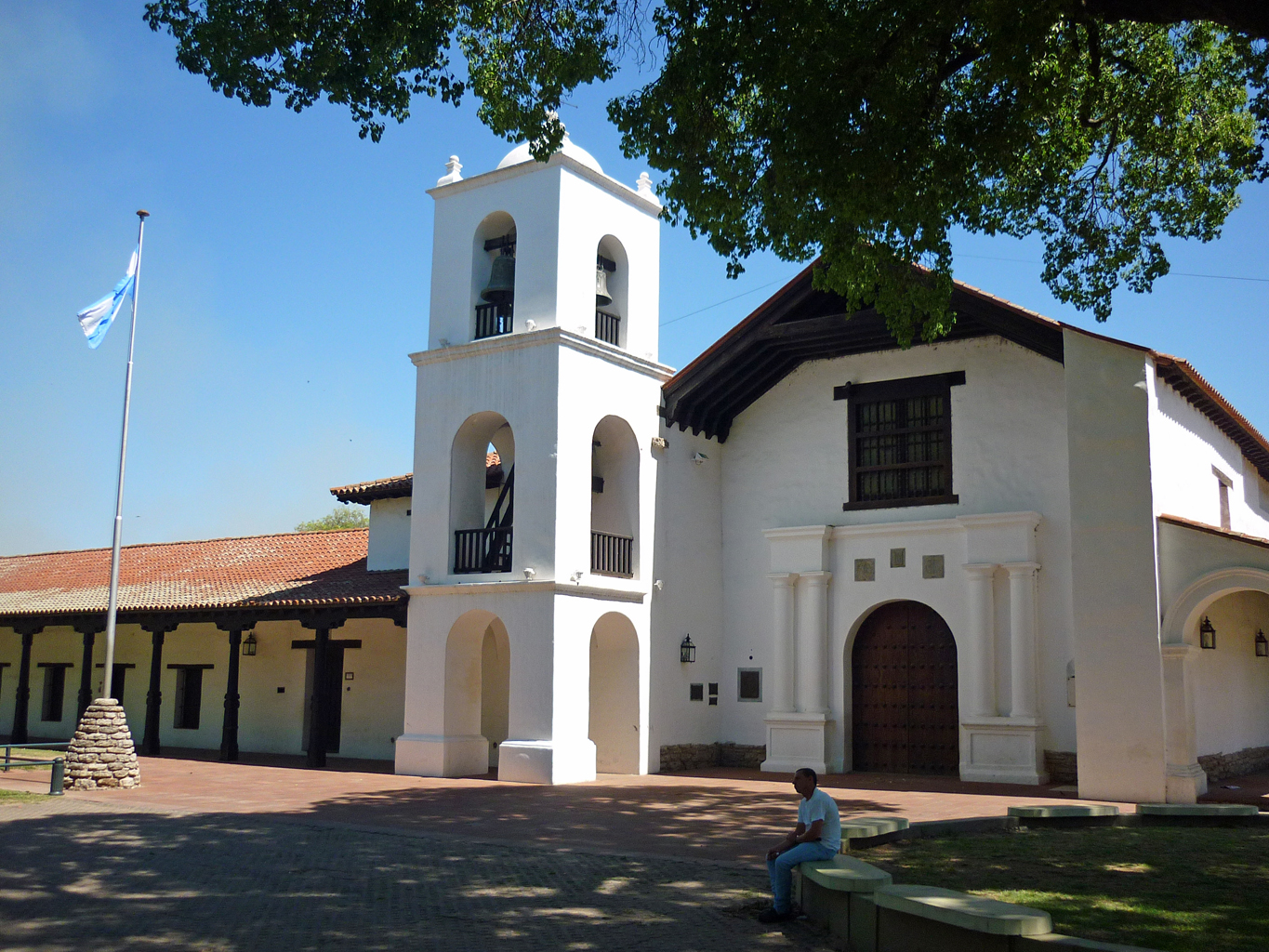
El Convento de San Francisco, terminado hacia 1680.
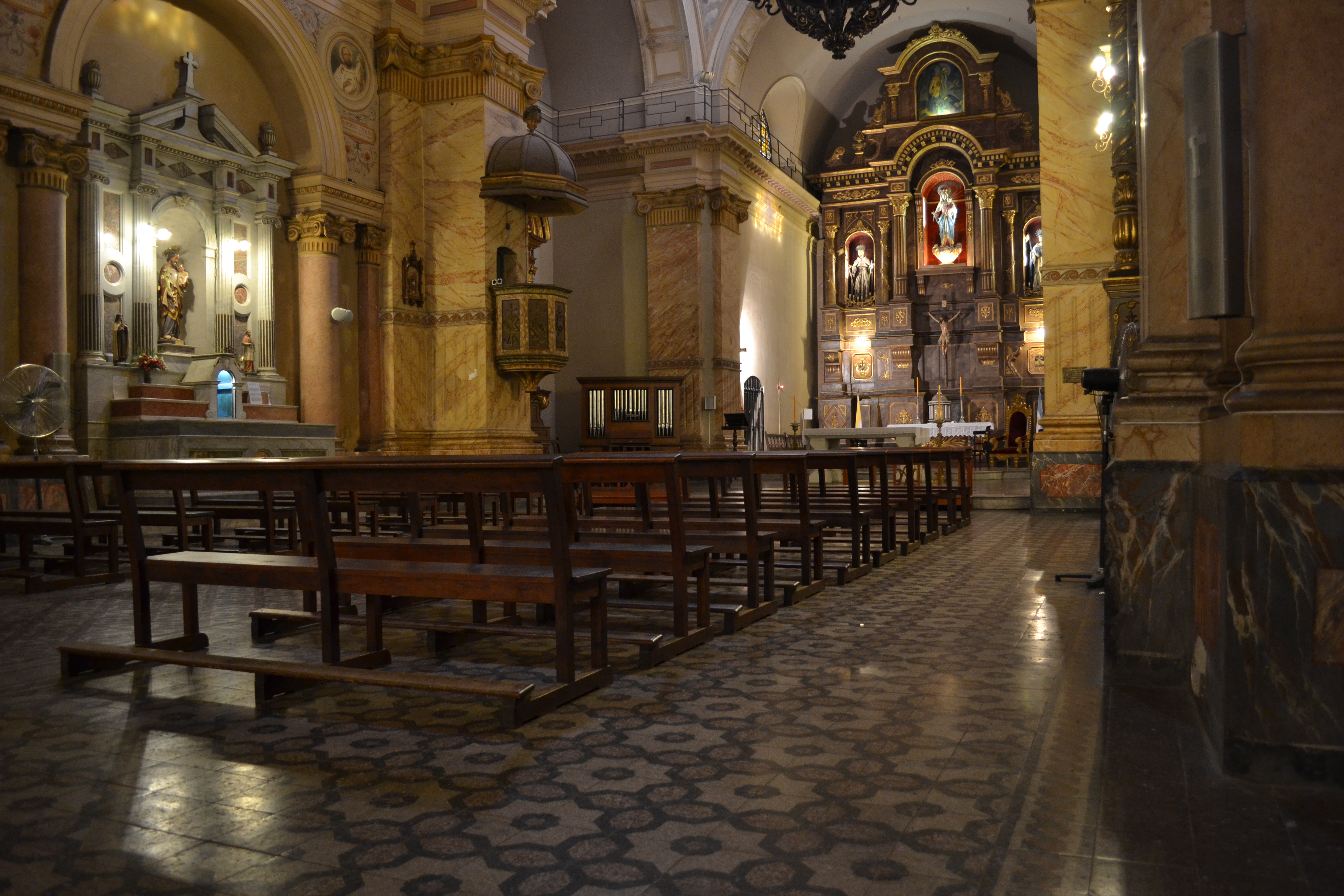
Interior del Convento de Santo Domingo
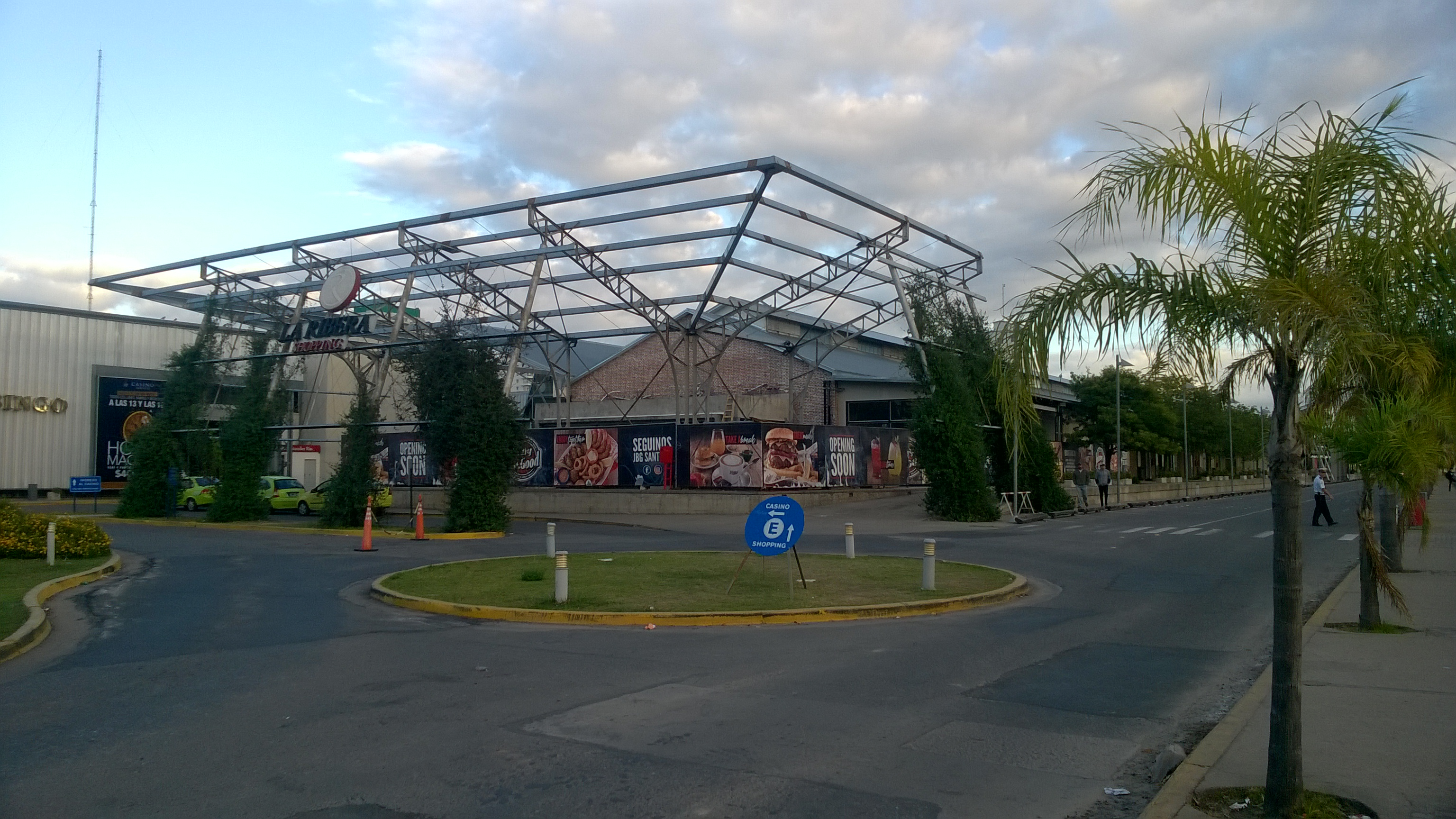
Entrada norte de La Ribera Shopping, principal centro comercial de la ciudad
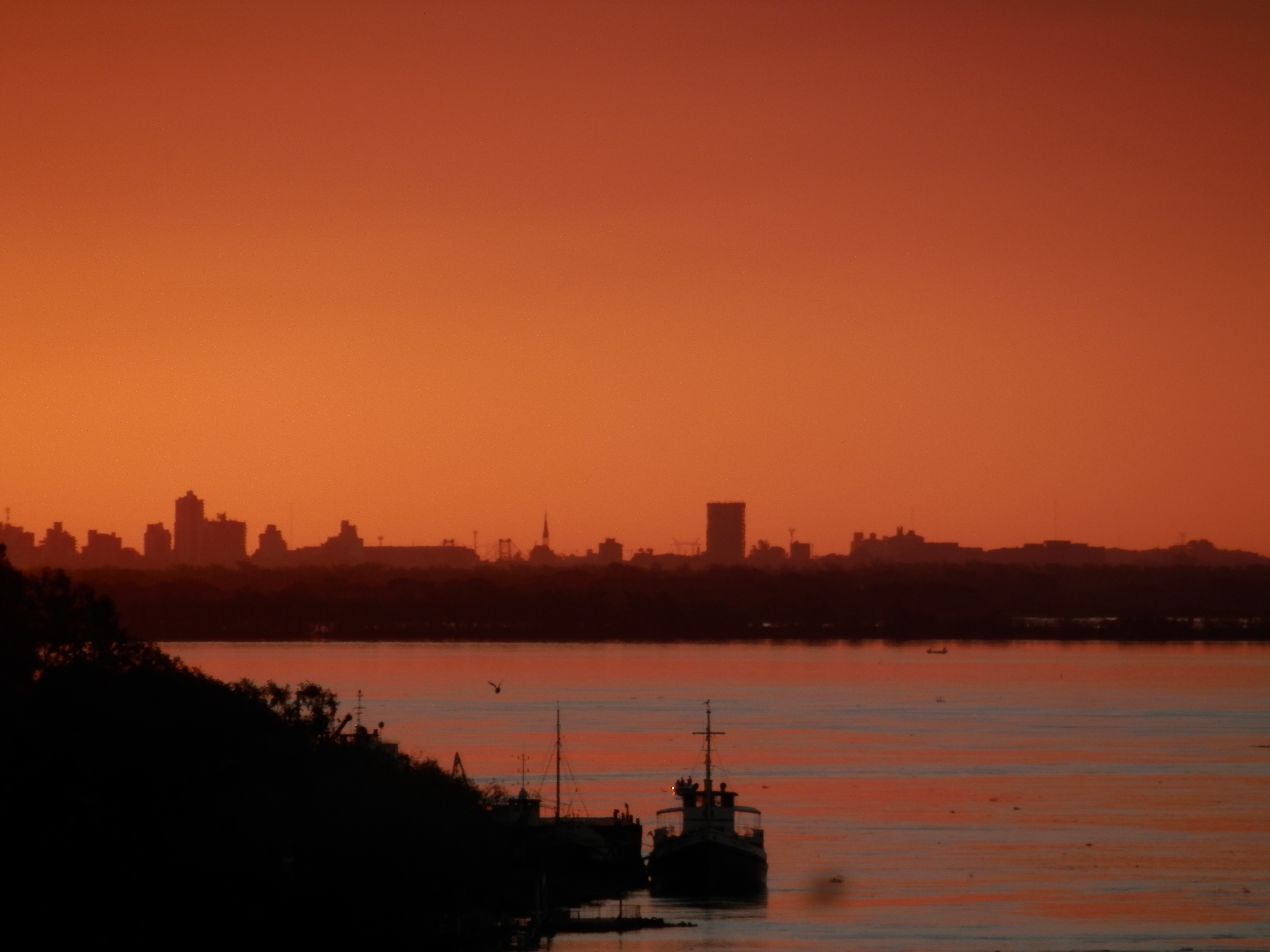
Perfil de la ciudad de Santa Fe al atardecer, tomado desde el Parque Urquiza, en Paraná

## Hermanamientos
Santa Fe ha tenido, a lo largo de su historia, diversos hermanamientos con otras ciudades del mundo, que son las siguientes.
- Santa Fe Springs, Estados Unidos (1960).
- Ypacaraí, Paraguay (1978).
- Pisco, Perú (1986).
- Tetuán, Marruecos (1987).
- Afula, Israel (1994).
- Montevideo, Uruguay (1996, 2010).[172]
- Encantado, Brasil (1996).
- Callao, Perú (1997).
- Cuneo, Italia (1998, 2001).
- Rosolini, Italia (1998).[173]
- Canelones, Uruguay (2003).
- Villalba de Losa, España (2008).[172]
- Haidian, China (2009).[172]
- Alegrete, Brasil (2011).[172]
- Medellín, Colombia (2011).[172]
- Beibei, China (2014).[172]
- Braga, Portugal (2017).[172]